# CBS Thursday Night Movie
CBS Thursday Night Movie (cu sensul de Filmul de joi seara de pe CBS) a fost prima aventură a rețelei CBS în transmisia TV săptămânală a unor filme de lung metraj recente, care a debutat la începutul sezonului 1965–1966, de la orele 9:00 la 23:00 (ora de est). CBS a fost ultima dintre cele trei rețele de televiziune importante din SUA care a programat o gamă regulată de filme la ore de maximă audiență. Spre deosebire de cei doi concurenți ai săi (NBC și ABC), CBS a amânat difuzarea lungmetrajelor din ordinul conducerii rețelei. Într-adevăr, încă din 1960, când Paramount Pictures a oferit un număr uriaș de filme produse dinainte de 1948 spre vânzare televiziunii pentru 50 de milioane de dolari americani, James T. Aubrey, director de programe la CBS, a negociat cu studioul să cumpere pachetul de filme pentru rețeaua CBS. Aubrey și-a rezumat gândirea în felul următor: „Am decis că lungmetrajul era ideal pentru TV. O emisiune de televiziune în valoare de 250.000 de dolari pur și simplu nu putea concura cu un film care costa trei sau patru milioane de dolari”. Cu toate acestea, președintele rețelei, William Paley, care a considerat programarea filmelor vechi „necreativă”, a refuzat tranzacția cu Paramount.
Doar după plecarea lui Aubrey de la CBS, la începutul anului 1965, Paley a deschis calea rețelei pentru a începe propria difuzare săptămânală a unor filme în prime-time. După încheierea negocierilor cu diverse studiouri în acel an, rețeaua a achiziționat drepturi exclusive de a televiza un total de 90 de titluri de la Columbia Pictures, United Artists, Paramount și Warner Brothers – despre care știrile au dus la zvonuri că rețeaua ar alege filme pentru două nopți prime-time  mai degrabă decât pentru una. Această adăugare de programe, totuși, nu avea să fie făcută decât un sezon mai târziu; dar știri despre întâlniri ulterioare dintre CBS și Columbia cu privire la achiziționarea a încă 20 de titluri au semnalat că rețeaua era acum un concurent serios pentru programele nocturne de filme.
Thursday Night Movie a debutat astfel pe 16 septembrie 1965, cu prima transmisie TV a filmului Candidatul manciurian (1962), cu Frank Sinatra și Laurence Harvey în rolurile principale.

## Controverse
Noua antologie a CBS nu avea cum să scape de notorietate, după cum a aflat rețeaua în seara zilei de 30 septembrie. În timpul difuzării comediei cu Jack Lemmon și Kim Novak, Proprietăreasa notorie (The Notorious Landlady), cineva de la comenzile difuzării filmului a amestecat din greșeală rolele și a apărut o oarecare supărare astfel încât un crainic al rețelei și-a cerut scuze în timpul unei pauze publicitare. O parte substanțială a filmului a fost apoi reluată doar pentru a reface continuitatea narațiunii. Ceea ce a început, astfel, ca o difuzare de 2 ore și 15 minute, a ajuns să aibă aproximativ trei ore. Apoi, o lună mai târziu, când filmul lui Burt Lancaster, Elmer Gantry (1960), a fost televizat cu aproximativ 30 de minute în total cu diferite ștergeri din durata sa originală de 146 de minute, telespectatorii s-au plâns că, din cauza tuturor tăieturilor, filmul nu a mai avut niciun sens. De fapt, numeroase filme transmise joi seara în timpul primului sezon au durat peste 2 ore - și asta fără reclamele comerciale. Printre acestea se numără Falsul trădător (1961; 140 minute), Parrish (1961; 138 minute), Banda celor 11 (Ocean's Eleven, 1960; 127 minute), Mary, Mary (1963; 126 minute) și Sunrise at Campobello (1960; 144 minute). Înainte de difuzare, fiecare dintre aceste filme a fost tăiat pentru a se adapta la ceea ce directorii CBS au considerat o durată fezabilă. Sunrise at Campobello, în special, a suferit o pierdere de aproape o oră din filmările sale, după ce rețeaua l-a redus la o transmisie de 2 ore, cu reclame cu tot. Chiar și așa, posturile afiliate CBS au fost forțate în mai multe rânduri să amâne începerea știrilor locale de joi seara de la 11:00 (ET).

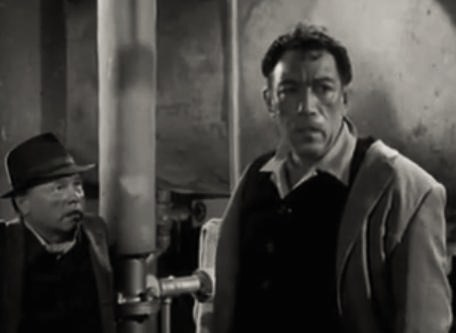
Imagine din Requiem pentru un campion

Într-un caz anume — cel al filmului lui Anthony Quinn Requiem pentru un campion (Requiem for a Heavyweight, 1962) —, rețeaua a considerat televizarea prea scurtă. Requiem a avut o durată de 85 de minute, dar acest lucru a fost considerat insuportabil de directorii CBS. Compania Columbia Pictures, distribuitorul cinematografic al filmului, a fost contactată și s-au făcut aranjamente pentru a adăuga filmări suplimentare. Potrivit producătorului filmului, David Susskind, au fost căutate cele 40 de minute de scene noi din film aflate în seiful studioului. Din acestea au fost asamblate 10 minute suplimentare și adăugate la transmisia de pe CBS. De fapt, se crede că este „prima dată când televiziunea a adăugat filmări la o peliculă cinematografică”.

## Primul sezon (1965–1966)
Toate listele de titluri și datele de transmisie TV din acest articol au fost culese din arhivele ziarelor The New York Times, Corpus Christi Caller-Times și Milwaukee Journal Sentinel prin microfilm.
1. 1965-09-16: Candidatul manciurian (1962)
2. 1965-09-23: Falsul trădător (1962)
3. 1965-09-30: The Notorious Landlady (1962)
4. 1965-10-07: Parrish (1961)
5. 1965-10-14: Houseboat (1958)
6. 1965-10-21: Ocean's 11 (1960)
7. 1965-10-28: Mary, Mary (1963)
8. 1965-11-04: Elmer Gantry (1960)
9. 1965-11-11: Cel mai nebun vas al armatei (1960)
10. 1965-11-18: Experiment in Terror (1962)
11. 1965-11-25: Insula misterioasă (1961)
12. 1965-12-02: The Bramble Bush (1960)
13. 1965-12-09: Comandourile lui Merrill (1962)
14. 1965-12-16: Călăreau împreună (1961)
15. 1965-12-23: Sunrise at Campobello (1960)
16. 1965-12-30: Rome Adventure (1962)
17. 1966-01-06: Requiem for a Heavyweight (1962)
18. 1966-01-13: Lacrimi de bucurie (1961)
19. 1966-01-20: The War Lover (1962)
20. 1966-01-27: The Running Man (1963)
21. 1966-02-03: Armele întunericului (1962)
22. 1966-02-10: A Fever in the Blood (1961)
23. 1966-02-17: Susan Slade (1961)
24. 1966-02-24: Harvey (1950)
25. 1966-03-03: The Devil at 4 O'Clock (1961)
26. 1966-03-10: The Interns (1962)
27. 1966-03-17: The Notorious Landlady (1962) (reluare)
28. 1966-03-24: Un bărbat cuceritor (1961)
29. 1966-03-31: Gidget Goes Hawaiian (1961)
30. 1966-04-07: Cei mai buni dușmani (1961)
31. 1966-04-14: Elmer Gantry (1960) (reluare)
32. 1966-04-21: O părere personală (1961)
33. 1966-04-28: Casa flotantă (1958) (reluare)
34. 1966-05-05: John Paul Jones (1959)

Până în vară, emisiunile rămase au constat în reluări ale multor dintre filmele de mai sus. Sezonul inițial al serialului a cuprins astfel un total de 31 de filme – 12 de la Warner Brothers, 13 de la Columbia, 3 de la Paramount, 2 de la United Artists, plus un clasic (Harvey) de la Universal Studios într-o tranzacție care a implicat o afacere ratată cu un film TV.  În sezonul următor, CBS a adăugat o a doua antologie, de vineri seara. Programul de filme al rețelei pentru sezonul 1966-1967 avea să înceapă în septembrie odată cu debutul televizat al Thursday Night Movie cu prima jumătate a filmului The Music Man (1962), cu Robert Preston și Shirley Jones. Jumătatea finală a filmului a fost televizată în seara următoare ca premieră a noului CBS Friday Night Movie.

## Sezoanele 1966–1967 și 1967–1968: joia și vinerea

Filmul pe care CBS nu l-a difuzat niciodată.

Printre filmele pe care CBS le-a achiziționat de la Paramount Pictures în 1965 s-a numărat și filmul șocant al lui Alfred Hitchcock, Psycho (1960), care era programat pentru premieră în noaptea de vineri, 23 septembrie 1966. Cu toate acestea, cu doar câteva zile înainte ca filmul să fie difuzat, fiica de vârstă universitară a candidatului la Senatul SUA Charles H. Percy (R-Illinois), Valerie, a fost ucisă de un atacator necunoscut, iar detaliile crimei au devenit virale în presa scrisă și mass-media TV-radio națională, inclusiv un articol de știri care a descris-o pe „blonda și drăguța” domnișoară Percy ca fiind „bătută și înjunghiată până la moarte în patul ei”. Inevitabila analogie dintre Valerie Percy și „blonda și drăguța” Janet Leigh, plus faptul că atât fiica senatorului, cât și personajul Leigh din film au fost ucise în timp ce se aflau într-o stare vulnerabilă (domnișoara Leigh la duș, domnișoara Percy în timp ce dormea) a devenit o coincidență prea mare pentru unii dintre afiliații rețelei din Midwest, care au anunțat că nu vor difuza filmul. Astfel, cu puțin timp înainte de difuzarea filmului Psycho, CBS, fără preaviz, l-a anulat în favoarea unui film de război cu Frank Sinatra Kings Go Forth (Regii avansează, 1958). Mai târziu în acel an, CBS a decis să nu mai difuzeze niciodată Psycho.  Filmul a fost astfel anulat cu totul, în ciuda prețului mare de 500.000 de dolari pe care CBS îl plătise către Paramount pentru drepturile exclusive de a televiza filmul.

Cu toate acestea, lăsând la o parte preempțiunea vizavi de Psycho, sezonul 1966-1967 a înregistrat o creștere față de sezonul precedent a numărului de filme Paramount televizate pe CBS. Printre acestea se numără interpretarea lui Grace Kelly, câștigătoare a premiului Oscar, în The Country Girl (1954), singurul efort regizoral al lui  Marlon Brando, One-Eyed Jacks (1961) și comedia cu Jerry Lewis, The Delicate Delinquent (1957). Columbia Pictures a fost, de asemenea, bine reprezentată în timpul celui de-al doilea sezon Thursday Night Movie, cu filme precum epicul de război civil Major Dundee (1964) de Sam Peckinpah și comedia cu Jack Lemmon, Bunul meu vecin Sam (1964). Filmele Warner Brothers, atât de proeminente în primului sezon al antologiei, au fost doar cinci televizate – și unul dintre acestea a fost animația Gay Purr-ee (1963), un film care a vizat publicul preadolescent și a fost difuzat cu doar două zile înainte de Crăciun. În plus, filmele United Artists din timpul sezonului au totalizat, de asemenea, doar cinci titluri; cu toate acestea, televizarea unuia dintre acestea, Crinii câmpului (1963), a generat un interes deosebit atunci când s-a aflat că regizorul său, Ralph Nelson, a primit „privilegiul [de la CBS] de a-și edita propriul film pentru prezentarea sa la TV..." Mai mult, lui Nelson i s-a permis să introducă pauze publicitare acolo unde dorea. A reușit chiar să negocieze introducerea a unei părți mici de dialog riscant interpretat de Sidney Poitier, vedeta filmului. Având în vedere că acest lucru s-a întâmplat la doar un an după ce producătorul-regizorul George Stevens a dat în judecată NBC pentru difuzarea filmului său Un loc sub soare (1951), argumentând că „rețeaua ar dăuna filmului prin întreruperea narațiunii cu o serie de reclame”, această mișcare a celor de la CBS de a colabora cu un regizor la difuzarea propriei sale lucrări a sugerat că afacerea ar putea, uneori, să coexiste cu arta. De remarcat, filmul cu tematică religioasă a fost difuzat de Vinerea Mare.
| În zilele de joi (1966–67): 1. 1966-09-15: The Music Man (1962), Partea 1 2. 1966-09-22: Good Neighbor Sam (1964) 3. 1966-09-29: By Love Possessed (1961) 4. 1966-10-06: Breakfast at Tiffany's (1962) 5. 1966-10-13: The Victors (1963) 6. 1966-10-20: The Rat Race (1960) 7. 1966-10-27: All in a Night's Work (1961) 8. 1966-11-03: Fail Safe (1964) 9. 1966-11-10: Advise & Consent (1962) 10. 1966-11-17: The Country Girl (1954) 11. 1966-11-24: Jason and the Argonauts (1963) 12. 1966-12-01: Love Has Many Faces (1965) 13. 1966-12-08: (Rezervat de rețea) 14. 1966-12-15: Baby the Rain Must Fall (1965) 15. 1966-12-22: A Raisin in the Sun (1961) 16. 1966-12-29: Five Finger Exercise (1962) 17. 1967-01-05: Summer and Smoke (1961) 18. 1967-01-12: A Summer Place (1959) 19. 1967-01-19: My Geisha (1962) 20. 1967-01-26: Behold a Pale Horse (1964) 21. 1967-02-02: The Pleasure of His Company (1961) 22. 1967-02-09: The Caretakers (1963) 23. 1967-02-16: One-Eyed Jacks (1961) (reluare) 24. 1967-02-23: Two for the Seesaw (1962) 25. 1967-03-02: Bye Bye Birdie (1963) (reluare) 26. 1967-03-09: The Sins of Rachel Cade (1961) 27. 1967-03-16: Major Dundee (1964) (reluare) 28. 1967-03-23: The Counterfeit Traitor (1961) (reluare din '65-'66) 29. 1967-03-30: Underworld USA (1961) 30. 1967-04-06: Branded (1950) (reluare) 31. 1967-04-13: About Mrs. Leslie (1954) 32. 1967-04-20: A Raisin in the Sun (1961) (reluare) 33. 1967-04-27: Toys in the Attic (1963) | În zilele de vineri (1966–67): 1. 1966-09-16: The Music Man, Partea a 2-a 2. 1966-09-23: Kings Go Forth (1958) 3. 1966-09-30: The Geisha Boy (1958) 4. 1966-10-07: Branded (1950) 5. 1966-10-14: Bye Bye Birdie (1963) 6. 1966-10-21: One-Eyed Jacks (1961) 7. 1966-10-28: Gidget Goes to Rome (1963) 8. 1966-11-04: First Men in the Moon (1964) 9. 1966-11-11: Major Dundee (1964) 10. 1966-11-18: Because They're Young (1960) 11. 1966-11-25: Barabbas (1961) 12. 1966-12-02: The Man from the Diner's Club (1963) 13. 1966-12-09: Genghis Khan (1965) 14. 1966-12-16: Sail a Crooked Ship (1961) 15. 1966-12-23: Gay Purr-ee (1963) 16. 1966-12-30: Damn the Defiant! (1962) 17. 1967-01-06: Five Branded Women (1960) 18. 1967-01-13: PT 109 (1963) 19. 1967-01-20: The Delicate Delinquent (1957) 20. 1967-01-27: Die! Die! My Darling! (1965) 21. 1967-02-03: Island of Love (1963) 22. 1967-02-10: Good Neighbor Sam (1964) (reluare) 23. 1967-02-17: Pepe (1960) 24. 1967-02-24: Breakfast at Tiffany's (1962) (reluare) 25. 1967-03-03: The Pigeon That Took Rome (1961) 26. 1967-03-10: The Geisha Boy (1958) (reluare) 27. 1967-03-17: Escape from Zahrain (1962) 28. 1967-03-24: Lilies of the Field (1963) 29. 1967-03-31: The Victors (1963) (reluare) 30. 1967-04-07: The Long Ships (1963) 31. 1967-04-14: All in a Night's Work (1961) (reluare) 32. 1967-04-21: Gay Purr-ee (1963) (reluare) 33. 1967-04-28: Advise & Consent (1962) (reluare) |

Difuzarea filmului Toys in the Attic la sfârșitul lunii aprilie a fost ultima premieră CBS a unui film cinematografic în timpul sezonului. Din mai până în august a acelui an, seria a transmis numai reluări. În cea mai mare parte, filmele care au avut premiera într-o seară de joi au fost redifuzate câteva luni mai târziu, într-o seară de vineri, în timp ce premierele de vineri au fost difuzate mai târziu în sezon, într-o zi de joi.
În septembrie următor, CBS Thursday Night Movie și-a început al treilea sezon cu un film dintr-un nou pachet de filme Metro-Goldwyn Mayer – Young Cassidy (1965) de Jack Cardiff, un film biografic despre viața dramaturgului irlandez Seán O'Casey. Apoi, în seara următoare, Friday Night Movie și-a început anul al doilea cu o ciudățenie: Beach Party produs de American-International Pictures (1963), prima dintr-o serie de comedii romantice ciudate cu Frankie Avalon și Annette Funicello. În plus, rețeaua a difuzat restul titlurilor United Artists achiziționate cu doi ani mai devreme - un sold de 20 de filme, inclusiv drama rasială tensionată a lui Stanley Kramer Lanțul (1958), clasicul lui Jules Dassin, Topkapi (1964), precum și filmul inspirațional One Man's Way (1964), bazat pe viața influentului pastor Norman Vincent Peale. De fapt, CBS a difuzat acest film pe 4 aprilie 1968, în noaptea asasinarii lui Martin Luther King Jr.;  a părut un gest deosebit de potrivit din partea rețelei, chiar dacă filmul fusese programat cu câteva luni mai devreme tocmai pentru acea seară. Printre celelalte oferte ale rețelei, filmele Warner Brothers și-au menținut prezența minoritară constantă, printre care interpretarea excentrică a actorului Vic Morrow a contrabandistului din era prohibiției, Dutch Schultz, în Portrait of a Mobster (1961), un film atât de violent încât reluarea sa din iunie 1968 a trebuit să fie amânată pentru o dată ulterioară, deoarece fusese programată la doar două zile după uciderea candidatului la președinție Robert F. Kennedy. A fost înlocuită cu o reluare a One Man's Way, film menționat mai sus.
Pe măsură ce CBS Thursday (and Friday) Night Movie a intrat în sezonul 1967-1968, criticii mass-media au acordat o atenție sporită subiectelor mature și a temelor riscante (sexuale, etc.) explorate în filmele transmise de rețea – subiecte considerate până acum tabu în domeniul TV. De exemplu, Jack Gould de la The New York Times, a evidențiat difuzarea din septembrie 1967 a filmului lui Billy Wilder Apartmentul (1960), cu tratarea sa sinceră, dar satirică, a politicii de birou și a adulterului. Gould a remarcat „paradoxul... că în emisiunile produse în mod expres pentru televiziune continuă să existe preocuparea tradițională cu privire la păstrarea blândeții pentru a se potrivi tuturor grupelor de vârstă..." Dar odată cu difuzarea The Apartment (câștigător al premiului Oscar  pentru cel mai bun film) și alte filme care abordează subiecte riscante, Gould a concluzionat că „pe măsură ce rețelele cumpără filme și mai recente, tendința [de a contesta tabuurile anterioare] probabil va crește.” O săptămână mai târziu, Gould a observat că „se pare că nu se poate nega că filmele de lungmetraj... s-au impus ca cea mai stabilă formă de program TV” — stabil, cel puțin, în sensul că toate cele trei mari rețelele de până atunci își dedicaseră fiecare două nopți pe săptămână din programul lor de audiență pentru filme vechi, dar recente. Iar colegul lui Gould, George Gent, scriind pe aceeași pagină și același număr al Times, a confirmat acest sentiment după ce „ratingurile naționale Nielsen” au dezvăluit că premiera TV în două părți a CBS a dramei despre prizonierii de război Marea evadare (1963) a ocupat locul 1 și 2 în lista cu cele mai vizionate programe din acea săptămână. „Gustul publicului”, a concluzionat Gent, „continuă să meargă în direcția filmelor de lungmetraj”  și rețelele par să fie de acord. S-a spus că ABC și CBS „au investit împreună 92 de milioane de dolari în achiziția a 112 lungmetraje pentru televiziune în următorii cinci ani”.
Cu toate acestea, nu toți criticii au fost receptivi la această nouă tendință în privința spectatorilor. Scriitoarea de divertisment Cynthia Lowry, de exemplu, a remarcat că CBS, precum și cei doi concurenți ai săi, erau implicați în practica de programare de încărcare frontală - cu alte cuvinte, „de a aduna la început cele mai bune lungmetraje”. Ea a avertizat că mai târziu „vor trebui să pună niște curcani – și sunt aceiași în fiecare pachet”. Lowry s-a plâns în continuare că, datorită popularității filmelor vechi, noile programe TV „au suferit serios în acest sezon de pe urma competiției” în timp ce încercau să-și stabilească o bază de fani loiali în primele săptămâni cruciale ale difuzării lor. Cu toate acestea, în ciuda obiecțiilor doamnei Lowry, atâta timp cât antologiile de filme au continuat să ofere produse mai bune decât media, evaluările superioare ale spectatorilor ar continua să reziste – ceea ce s-a întâmplat. Mai jos este prezentată întreaga listă CBS pentru un sezon care a început cu o încredere bubuitoare.
| În zilele de joi (1967–68): 1. 1967-09-07: Young Cassidy (1965) 2. 1967-09-14: The Great Escape (1963), Partea 1 3. 1967-09-21: The Apartment (1960) 4. 1967-09-28: Cat on a Hot Tin Roof (1958) 5. 1967-10-05: The Yellow Rolls-Royce (1964) 6. 1967-10-12: Splendor in the Grass (1961) 7. 1967-10-19: The Defiant Ones (1958) 8. 1967-10-26: Critic's Choice (1963) 9. 1967-11-02: Days of Wine and Roses (1962) 10. 1967-11-09: The 7th Dawn (1964) 11. 1967-11-16: Woman of Straw (1964) 12. 1967-11-23: PT 109 (1963) (Reluarea din sezonul '66–'67) 13. 1967-11-30: The Money Trap (1965) 14. 1967-12-07: Under Capricorn (1949) 15. 1967-12-14: Party Girl (1958) 16. 1967-12-21: I Could Go On Singing (1963) 17. 1967-12-28: Stolen Hours (1963) 18. 1968-01-04: The Music Man (1962), Partea 1 (Reluarea din sezonul '66–'67) 19. 1968-01-11: Topkapi (1964) 20. 1968-01-18: Torpedo Run (1958) 21. 1968-01-25: Where the Spies Are (1965) 22. 1968-02-01: Young Dillinger (1965) 23. 1968-02-08: The Man Who Shot Liberty Valance (1962) (reluare) 24. 1968-02-15: I Want to Live! (1958) 25. 1968-02-22: The Great Escape (1963), Partea 1 (reluare) 26. 1968-02-29: Spencer's Mountain (1963) (reluare) 27. 1968-03-07: The Best Man (1964) 28. 1968-03-14: The Thin Red Line (1964) 29. 1968-03-21: Goodbye Again (1961) 30. 1968-03-28: A Night to Remember (1958) 31. 1968-04-04: One Man's Way (1964) 32. 1968-04-11: Kings of the Sun (1963) 33. 1968-04-18: Escape from East Berlin (1962) (reluare) 34. 1968-04-25: Circle of Deception (1960) | În zilele de vineri (1967–68): 1. 1967-09-08: Beach Party (1963) 2. 1967-09-15: The Great Escape (1963), Partea a 2-a 3. 1967-09-22: The Man Who Shot Liberty Valance (1962) 4. 1967-09-29: North by Northwest (1959) 5. 1967-10-06: Viva Las Vegas (1964) 6. 1967-10-13: Spencer's Mountain (1963) 7. 1967-10-20: Love Is a Ball (1963) 8. 1967-10-27: Rampage (1963) 9. 1967-11-03: McLintock! (1963) 10. 1967-11-10: Palm Springs Weekend (1963) 11. 1967-11-17: Call Me Bwana (1963) 12. 1967-11-24: Around the World Under the Sea (1966) 13. 1967-12-01: The Horizontal Lieutenant (1962) 14. 1967-12-08: Tickle Me (1965) 15. 1967-12-15: Wall of Noise (1963) 16. 1967-12-22: Escape from East Berlin (1962) 17. 1967-12-29: Portrait of a Mobster (1961) 18. 1968-01-05: The Music Man (1962), Partea a 2-a (Reluarea din sezonul '66-'67) 19. 1968-01-12: A Shot in the Dark (1964) 20. 1968-01-19: 633 Squadron (1964) 21. 1968-01-26: Island of Love (1963) 22. 1968-02-02: The Apartment (1960) (reluare) 23. 1968-02-09: The Secret Invasion (1964) 24. 1968-02-16: The World of Henry Orient (1964) 25. 1968-02-23: The Great Escape (1963), Partea a 2-a (reluare) 26. 1968-03-01: Flight from Ashiya (1964) 27. 1968-03-08: The Sins of Rachel Cade (1961) (Reluarea din sezonul '66-'67) 28. 1968-03-15: McLintock! (1963) (reluare) 29. 1968-03-22: The Destructors (1968) 30. 1968-03-29: The Hellions (1961) 31. 1968-04-05: Your Cheatin' Heart (1964) 32. 1968-04-12: Joan of Arc (1948) 33. 1968-04-19: Young Cassidy (1965) (reluare) 34. 1968-04-26: The Defiant Ones (1958) (reluare) |

Din mai până în august 1968, multe dintre filmele de mai sus au fost reeditate, deoarece CBS a pregătit un nou program pentru cele două antologii ale sale. În ceea ce privește calitatea și atenția telespectatorului, acestea urmau să marcheze începutul unei perioade sumbre pentru filmele transmise de rețea.

## Sezoanele 1968–1969 și 1969–1970: scăderea audienței

Anunțul postului pentru Thursday Night Movie, sezonul 1969-1970.

Așa cum sezonul precedent începuse cu biografia unui dramaturg (Seán O'Casey), CBS a continuat la începutul lui septembrie 1968 cu un alt film bazat pe viața unui autor de teatru. De data aceasta, a fost Moss Hart, iar filmul a fost Act One (1963), bazat pe cartea omonimă cel mai bine vândută, o autobiografie a lui Hart. Act One a fost deja difuzat pe posturile locale din câteva piețe, dar acum a fost difuzat în premieră în rețea. Astfel, CBS a declarat ca dată reală a premierei celui de-al patrulea sezon Thursday Night Movie ziua de 26 septembrie, când un alt film biografic, muzicalul Gypsy, cu Natalie Wood în rolul reginei burlescului Gypsy Rose Lee, a avut o premieră de televiziune explozibilă. În seara următoare, o a doua atracție cu Natalie Wood, Sex and the Single Girl (1964), a inițiat un al treilea sezon pentru CBS Friday Night Movie. Acest film a adunat  o mulțime de bani la box-office în perioada sa de glorie, dar criticii l-au etichetat ca pe o prostie. De fapt, criticii au avut judecăți la fel de dure pentru majoritatea celorlalte filme pe care CBS le-a difuzat în acel sezon. Cu excepția lui John Ford Cheyenne Autumn (1964) — și chiar și unii dintre biografii lui Ford au refuzat să-l listeze printre cele mai bune filme ale regizorului —, filmele transmise de rețea în toamna anului 1968 au fost în mare parte dintr-o colecție inferioară. Contribuțiile Warner Brothers, de exemplu, au variat de la patosul telenovelelor (Youngblood Hawke, pe care The New York Times l-a numit „la fel de subțire și lucios ca hârtia de ceară” ) până la eroicul de carton (westernul lui Troy Donahue, A Distant Trumpet, cu o poveste care „părea neplauzibilă sau pur și simplu goală.”) În plus, o bâlbâială MGM precum Quick Before It Melts (1964) a putut fi numit cu greu un salvator al jocului. Sezonul s-a încheiat cu filmul de noapte de Ziua Recunoștinței al aceluiași studio, Fabuloasa aventură a lui Marco Polo (1965), descris de un critic ca „mai mult spectacol și mai puțin o intrigă”; și astfel s-au adunat ingredientele pentru un sezon dezastruos.
Între timp, filmele pe care ABC și NBC le-au oferit spectatorilor lor păreau a fi la fel de neatractive, deoarece, atunci când au fost lansate ratingurile Nielsen pentru scrutinul din noiembrie 1968, nici măcar un film de pe rețele nu a apărut în Top 20 - o problemă interesantă, având în vedere declarațiile cu un an mai devreme a unor observatori de top mass-media cu privire la popularitatea filmelor de lung metraj la televizor. Dar, după cum a remarcat vicepreședintele CBS, Michael Dann, „A existat o schimbare hotărâtă [în audiență] de la deschiderea sezonului. Cred că veți vedea un declin la toate filmele pentru televiziune”. Și așa cum a confirmat Rick Du Brow, criticul de televiziune UPI :
Scăderea audienței a avut loc aproape imediat după începerea sezonului. Și nu există niciun semn că filmele televizate își vor recupera popularitatea anterioară, cu excepția unui blockbuster ocazional, a unui hit accidental sau a unui film cu o personalitate care se întâmplă să fie un favorit extraordinar. Evaluările video naționale pentru săptămâna care s-a încheiat pe 8 decembrie, de exemplu, au indicat că dintre cele 6 filme difuzate pe cele trei rețele, cea mai bine clasată dintre toate emisiunile de televiziune enumerate a ajuns pe locul 35.

Mai mult, Du Brow a oferit o explicație pentru această tendință negativă, una care a depășit cu mult inferioritatea filmelor în sine. Pe scurt, el credea că publicul „s-a săturat de abordarea în stil vechi” și că aderarea la modurile convenționale de prezentare de către rețele a devenit constrictivă, învechită și irelevantă pentru publicul modern. Prin contrast, editorialistul a susținut emisiuni de varietate mai noi, la modă și inovatoare (cum ar fi programul de actualitate și sarcastic de la NBC Rowan & Martin's Laugh-In) ca un mijloc de a avansa către acea „abordare de stil nou” care la sfârșitul anilor 1960 a atras cei mai mulți telespectatori. În ceea ce privește lungmetrajele de 3 ani, precum unele dintre cele enumerate mai jos, totuși, acestea au fost declarate vechi.
| În zilele de joi (1967–68): 1. 1967-09-07: Young Cassidy (1965) 2. 1967-09-14: The Great Escape (1963), Partea 1 3. 1967-09-21: The Apartment (1960) 4. 1967-09-28: Cat on a Hot Tin Roof (1958) 5. 1967-10-05: The Yellow Rolls-Royce (1964) 6. 1967-10-12: Splendor in the Grass (1961) 7. 1967-10-19: The Defiant Ones (1958) 8. 1967-10-26: Critic's Choice (1963) 9. 1967-11-02: Days of Wine and Roses (1962) 10. 1967-11-09: The 7th Dawn (1964) 11. 1967-11-16: Woman of Straw (1964) 12. 1967-11-23: PT 109 (1963) (Reluare din '66–'67) 13. 1967-11-30: The Money Trap (1965) 14. 1967-12-07: Under Capricorn (1949) 15. 1967-12-14: Party Girl (1958) 16. 1967-12-21: I Could Go On Singing (1963) 17. 1967-12-28: Stolen Hours (1963) 18. 1968-01-04: The Music Man (1962), Partea 1 (Reluare din '66–'67) 19. 1968-01-11: Topkapi (1964) 20. 1968-01-18: Torpedo Run (1958) 21. 1968-01-25: Where the Spies Are (1965) 22. 1968-02-01: Young Dillinger (1965) 23. 1968-02-08: The Man Who Shot Liberty Valance (1962) (reluare) 24. 1968-02-15: I Want to Live! (1958) 25. 1968-02-22: The Great Escape (1963), Partea 1 (reluare) 26. 1968-02-29: Spencer's Mountain (1963) (reluare) 27. 1968-03-07: The Best Man (1964) 28. 1968-03-14: The Thin Red Line (1964) 29. 1968-03-21: Goodbye Again (1961) 30. 1968-03-28: A Night to Remember (1958) 31. 1968-04-04: One Man's Way (1964) 32. 1968-04-11: Kings of the Sun (1963) 33. 1968-04-18: Escape from East Berlin (1962) (reluare) 34. 1968-04-25: Circle of Deception (1960) | În zilele de vineri (1967–68): 1. 1967-09-08: Beach Party (1963) 2. 1967-09-15: The Great Escape (1963), Partea a 2-a 3. 1967-09-22: The Man Who Shot Liberty Valance (1962) 4. 1967-09-29: North by Northwest (1959) 5. 1967-10-06: Viva Las Vegas (1964) 6. 1967-10-13: Spencer's Mountain (1963) 7. 1967-10-20: Love Is a Ball (1963) 8. 1967-10-27: Rampage (1963) 9. 1967-11-03: McLintock! (1963) 10. 1967-11-10: Palm Springs Weekend (1963) 11. 1967-11-17: Call Me Bwana (1963) 12. 1967-11-24: Around the World Under the Sea (1966) 13. 1967-12-01: The Horizontal Lieutenant (1962) 14. 1967-12-08: Tickle Me (1965) 15. 1967-12-15: Wall of Noise (1963) 16. 1967-12-22: Escape from East Berlin (1962) 17. 1967-12-29: Portrait of a Mobster (1961) 18. 1968-01-05: The Music Man (1962), Partea a 2-a (Reluare din '66-'67) 19. 1968-01-12: A Shot in the Dark (1964) 20. 1968-01-19: 633 Squadron (1964) 21. 1968-01-26: Island of Love (1963) 22. 1968-02-02: The Apartment (1960) (reluare) 23. 1968-02-09: The Secret Invasion (1964) 24. 1968-02-16: The World of Henry Orient (1964) 25. 1968-02-23: The Great Escape (1963), Partea a 2-a (reluare) 26. 1968-03-01: Flight from Ashiya (1964) 27. 1968-03-08: The Sins of Rachel Cade (1961) (Reluare din '66-'67) 28. 1968-03-15: McLintock! (1963) (reluare) 29. 1968-03-22: The Destructors (1968) 30. 1968-03-29: The Hellions (1961) 31. 1968-04-05: Your Cheatin' Heart (1964) 32. 1968-04-12: Joan of Arc (1948) 33. 1968-04-19: Young Cassidy (1965) (reluare) 34. 1968-04-26: The Defiant Ones (1958) (reluare) |

Sezonul TV 1968-69 a fost, în sfârșit, martor la un film de primă audiență pentru fiecare noapte a săptămânii. După cum a rezumat bine autorul Robert Beverley Ray, „televiziunea a avut un NBC Monday Night Movie, un NBC Tuesday Night Movie, un ABC Wednesday Night Movie, un CBS Thursday Night Movie, un CBS Friday Night Movie, un NBC Saturday Night Movie și, ca finalizare a săptămânii, un ABC Sunday Night Movie.” Criticul Jack Gould s-a întrebat dacă „bătălia film-contra-film poate să nu fie atât de îndepărtată cum credeau inițial unii de la televizor”. Și la începutul anului 1969, un alt critic media a făcut o predicție plină de speranță de Anul Nou că „o rețea va renunța cu curaj la una dintre acele reluări de film de două ore pe noapte” și o va înlocui cu „două comedii de jumătate de oră... plus un spectacol de varietăți de o oră [a cărui vedetă este] un cântăreț foarte tânăr cu accent sudic și chitarist”. Prognoza s-a dovedit doar pe jumătate corectă – cântărețul cu accent sudic și chitarist s-a dovedit a fi Glen Campbell, al cărui  spectacol săptămânal de varietăți a avut premiera la CBS la două săptămâni din ianuarie 1969. Emisiunea lui Campbell, însă, nu a înlocuit niciuna dintre antologiile de filme ale rețelei.

Începutul sezonului 1969-1970 a înregistrat o scurtă creștere a numărului de audiențe cu premiera TV mondială în două părți a filmului Tunurile din Navarone (1961), bazat pe best-sellerul lui Alistair MacLean. Apoi, 14 zile mai târziu, comedia Doctor, You've Got to Be Kidding (1966) s-a calificat drept al șaselea cel mai vizionat program din perioada de rating Nielsen, în timp ce thrillerul lui Glenn Ford Fate is the Hunter (1964) a obținut locul 16 în aceeași săptămână. Și în cea de-a cincea săptămână a sezonului, thrillerul gotic Two on a Guillotine și o altă peliculă cu Glenn Ford, The Last Challenge, ambele au ajuns în Top 20. Dar o altă tendință a devenit evidentă în antologiile de filme de pe CBS, deoarece telespectatorii au început să observe o creștere bruscă a transmisiilor repetate. În același timp, a existat o scădere corespunzătoare a noilor filme disponibile pentru vizionare și a existat un motiv întemeiat pentru aceasta. Producția de noi filme cinematografice a încetinit până aproape de stagnare la Hollywood și, în consecință, unele studiouri, printre care 20th Century Fox și Paramount, „așteaptă să-și descarce stocul scump de filme” către rețele. Într-adevăr, CBS a încheiat un acord cu Fox cu un an mai devreme pentru drepturi exclusive de a televiza unele dintre cele mai recente filme ale sale (Rio Conchos și Guns at Batasi, pentru a numi două), dar rețeaua permitea pur și simplu să le transmită telespectatorilor la o rată de doar 5 sau 6 pe sezon. Aceasta a devenit strategia de programare a CBS cu produse închiriate și de la alte studiouri. În consecință, graficul filmelor enumerate mai jos a inclus un număr mai mare de reluări decât în anii precedenți.
| În zilele de joi (1969–70): 1. 1969-09-25: The Guns of Navarone (1961), Partea 1 2. 1969-10-02: The Sandpiper (1965) 3. 1969-10-09: Fate is the Hunter (1964) 4. 1969-10-16: Inside Daisy Clover (1965) 5. 1969-10-23: Two on a Guillotine (1965) 6. 1969-10-30: Dear Heart (1965) 7. 1969-11-06: 4 for Texas (1963) (reluare din '68-'69) 8. 1969-11-13: Mister Buddwing (1966) 9. 1969-11-20: The Roman Spring of Mrs. Stone (1962) 10. 1969-11-27: Rio Conchos (1964) 11. 1969-12-04: Ten Little Indians (1965) 12. 1969-12-11: Libel (1959) 13. 1969-12-18: The Americanization of Emily (1964) (reluare din '68-'69) 14. 1969-12-25: Me and the Colonel (1959) 15. 1970-01-70: All in a Night's Work (1961) (reluare din '67-'68) 16. 1970-01-08: My Blood Runs Cold (1965) 17. 1970-01-15: Escape from Fort Bravo (1953) (reluare din '68-'69) 18. 1970-01-22: Never Too Late (1965) 19. 1970-01-29: The Law and Jake Wade (1959) 20. 1970-02-05: The Chapman Report (1962) (reluare din '68-'69) 21. 1970-02-12: Hatari! (1962), Partea 1 22. 1970-02-19: Hud (1963) 23. 1970-02-26: Peyton Place (1957), Partea 1 24. 1970-03-05: The African Queen (1952) 25. 1970-03-12: Hunters Are for Killing (1970) (premieră, film TV) 26. 1970-03-19: A New Kind of Love (1963) 27. 1970-03-26: The Power (1968) 28. 1970-04-02: Fate is the Hunter (1964) (reluare) 29. 1970-04-09: Doctor, You've Got to Be Kidding (1966) (reluare) 30. 1970-04-16: Where Angels Go, Trouble Follows (1968) (reluare) 31. 1970-04-23: The Millionairess (1960) 32. 1970-04-30: Operation Amsterdam (1959) 33. 1970-05-07: Three Bites of the Apple (1967) 34. 1970-05-14: Hotel Paradiso (1966) 35. 1970-05-21: Pirates of Tortuga (1961) 36. 1970-05-28: The Innocents (1961) | În zilele de vineri (1969–70): 1. 1969-09-26: The Guns of Navarone (1961), Partea a 2-a 2. 1969-10-03: Double Trouble (1967) 3. 1969-10-10: Doctor, You've Got to Be Kidding (1966) 4. 1969-10-17: Where Angels Go, Trouble Follows (1968) 5. 1969-10-24: The Last Challenge (1967) 6. 1969-10-31: Come Fly with Me (1963) 7. 1969-11-07: How to Stuff a Wild Bikini (1965) 8. 1969-11-14: Penelope (1966) (reluare din '68-'69) 9. 1969-11-21: Fanny (1961) 10. 1969-11-28: Please Don't Eat the Daisies (1960) (reluare din '68-'69) 11. 1969-12-05: Having a Wild Weekend (1965) 12. 1969-12-12: Paris When It Sizzles (1964) (reluare din '68-'69) 13. 1969-12-19: Seven Brides for Seven Brothers (1954) (reluare din '68-'69) 14. 1969-12-26: Anna and the King of Siam (1946) 15. 1970-01-02: Girl Happy (1965) (reluare din '68-'69) 16. 1970-01-09: Sole Survivor (1970) (premieră, film TV) 17. 1970-01-16: Robin and the 7 Hoods (1964) 18. 1970-01-23: Wake Me When It's Over (1960) 19. 1970-01-30: The Venetian Affair (1967) 20. 1970-02-06: Cutter's Trail (1970) (premieră, film TV) 21. 1970-02-13: Hatari! (1962), Partea a 2-a 22. 1970-02-20: The Challengers (1970) (premieră, film TV) 23. 1970-02-27: Peyton Place (1957), Partea a 2-a 24. 1970-03-06: The Sandpiper (1965) (reluare) 25. 1970-03-13: Two on a Guillotine (1965) (reluare) 26. 1970-03-20: Rio Conchos (1964) (reluare) 27. 1970-03-27: Where the Boys Are (1960) (reluare din '68-'69) 28. 1970-04-03: (Rezervat de rețea) 29. 1970-04-10: Advance to the Rear (1964) (reluare din '68-'69) 30. 1970-04-17: The Third Day (1965) 31. 1970-04-24: The Angel Wore Red (1960) 32. 1970-05-01: Tarzan and the Valley of Gold (1966) 33. 1970-05-08: The Crooked Road (1964) 34. 1970-05-15: Come Fly with Me (1963) (reluare) 35. 1970-05-22: Hold On! (1966) 36. 1970-05-29: The Visit (1964) |

La sosirea lunilor de vară, multe dintre titlurile de mai sus au fost redifuzate. Cu toate acestea, au existat și o serie de premiere pe CBS în toată această perioadă. Island in the Sun (1957), bazat pe cel mai bine vândut roman al lui Alec Waugh de după al Doilea Război Mondial despre tensiunile interrasiale pe o insulă din Caraibe, a fost prezentat pentru prima dată în seara zilei de 11 iunie 1970. Și pe 14 august, a avut loc debutul TV al filmului Nine Hours to Rama (1963), cu Horst Buchholz în rolul extremistului hindus care l-a asasinat pe Gandhi. Mai mult, pentru a-și completa programul de vară de filme, rețeaua a urmat un anunț surprinzător din aprilie că va adăuga încă o a treia antologie de film în seara de marți (19:30-21:30, ET). A prezentat o combinație de reluări plus câteva oferte inedite, cum ar fi fantezia din 1962 Cinci săptămâni în balon, cu Barbara Eden (pe 30 iunie); un thriller apocaliptic din 1968, Panică în oraș, cu Howard Duff (pe 7 iulie); și remake-ul din 1965 al clasicului She, cu Ursula Andress (21 iulie). Pentru fanii filmului, totuși, această a treia noapte de film s-a dovedit a fi doar o aventură de vară, pentru că la începutul sezonului 1970-1971, CBS și-a anulat antologia de marți pentru a face loc obișnuitului său sitcom cu noile episoade din The Beverly Hillbillies și Green Acres.

## Sezonul 1970–1971: ascensiunea filmului produs pentru TV
Odată cu programarea unor filme mai recente de la Hollywood, cele trei rețele majore s-au confruntat cu întrebarea cum să prezinte cel mai bine material din ce în ce mai riscant, fără a ofensa gusturile mainstream ale publicului lor. Până în 1970, cenzorii pur și simplu săreau peste dialogurile mai nesărate sau editau filmul, având încredere că astfel de intervenții nu ar afecta scenariul. În unele cazuri, totuși, a fost necesară eliminarea mai multor scene dintr-un film încât scenele suplimentare trebuiau rescrise și produse de rețea și apoi introduse în film, astfel încât transmisia filmului să nu ocupe pur și simplu un interval de 2 ore, dar și să aibă sens pentru telespectatori. NBC, de exemplu, a încheiat un contract cu Universal pentru a difuza filmul de rang R Three into Two Won't Go (1969) în toamna anului 1970. Scenele discutabile din acest thriller realizat în Marea Britanie au fost fie tăiate sever, fie eliminate complet și înlocuite cu 17 minute de filmări noi produse într-un studio de la Hollywood și cu actori care nu au apărut în pelicula originală. Ca urmare a unor astfel de practici, rețelele „au început să evolueze sub presiunea criticilor legate de tăierea și remodelarea” unor filme suplimentare precum Ceremonie secretă (1968) și Noaptea zilei următoare (1968). Aceasta a fost o consecință a impactului mutării filmelor cinematografice în cadrul televiziunii. Studiourile de film, care au rezistat îndelungatei scăderi a prezenței în cinema a familiilor (care probabil au preferat să stea acasă și să se uite la televizor), și-au recreat din ce în ce mai mult produsul în anii 1960 pentru a atrage un public ce părea mai mic și mai matur (adult) atât ca temă cât și ca prezentare. În consecință, unele filme au devenit practic imposibil de tăiat sau de revizuit ca divertisment de familie pentru a fi gata de difuzare TV. Recunoscând acest lucru, NBC a abandonat în curând aceste încercări de modificare a conținutului unui film cinematografic. Dar, în același timp, a devenit evident pentru toate cele trei rețele că, dacă unele filme nu ar putea fi reambalate cu succes pentru vizionarea lor în familie, atunci poate că un accent mai puternic ar trebui să se concentreze pe producerea mai multor filme special pentru televiziune. Ca urmare, acest gen hibrid a început să exercite o prezență mai mare pe ecranele americane de acasă.
Originea filmului special pentru TV din rețeaua americană a avut de fapt loc cu ani mai devreme, când NBC a încheiat un acord cu Universal prin care studioul se obliga să producă filme de aproximativ 98 de minute pentru a fi difuzate inițial în rețeaua TV. Cu toate acestea, Universal și-a păstrat drepturile de distribuție pentru a relansa aceste producții pe piețele de cinema și televiziune din străinătate. Mai mult, NBC a fost de acord să plătească „de la 30 la 65 la sută din costurile de producție” în schimbul drepturilor de autor din SUA, precum și „dreptul de a prezenta mai întâi filmele”. Acest pact a dus la filme TV de succes ca filmul de dezastre The Doomsday Flight (1966) cu Jack Lord; The Borgia Stick (1967), o dramă de spionaj industrial cu Don Murray și Inger Stevens; și Prescription: Murder (1968), prima apariție a personajului detectivului de poliție interpretat de Peter Falk, Lt. Columbo. NBC a rămas astfel pionierul recunoscut în filmele TV până în 1969, când rețeaua ABC a produs și a lansat în premieră noua sa serie săptămânală de filme produse pentru TV, The ABC Movie of the Week. Unele dintre aceste filme au fost atât de populare încât au fost lansate ulterior în cinematografele din America și Europa pentru proiecții ulterioare, ca de exemplu Triburi  de Joseph Sargent (1970), Cântecul lui Brian de Buzz Kulik (1971) și Duel pe autostradă de Steven Spielberg (1971). Prin  urmare, ABC a planificat o a doua antologie de oferte noi sub titlul Movie of the Weekend, Filmul weekendului.

Dean Jagger și Glenn Ford în The Brotherhood of the Bell.

Spre deosebire de concurenții săi, CBS a contribuit cu un număr redus de lungmetraje create pentru TV; și puținul pe care l-au programat a fost produs în mare parte în asociere cu companii independente precum QM Productions sau CCF, deținută de CBS, prin divizia sa de filme de televiziune, Cinema Center 100. Cu toate acestea, cu patru ani mai devreme, CBS a încheiat un acord cu Universal pentru a contribui cu 340.000 de dolari la remake-ul studioului, bugetat cu un milion de dolari, al westernului clasic The Plainsman (1966). În schimb, rețelei CBS i s-a acordat dreptul de a prezenta filmul în exclusivitate ca transmisie de televiziune în cadrul Thursday Night Movie. Cu toate acestea, odată ce producția a fost finalizată și The Plainsman a fost proiectat pentru cei mai buni actori ai Universal, au ajuns la concluzia că aveau un film de succes la îndemână. Astfel, studioul a renegociat cu CBS pentru a renunța la angajamentul de a difuza TV prima dată filmul, astfel încât Universal să poată duce The Plainsman în premieră în cinematografe. Rețeaua a fost de acord, dar numai cu condiția ca Universal să promită în schimb „să ofere [CBS] un lungmetraj existent din stocul lor”. (A fost înlocuit cu filmul de fantezie din 1950, Harvey, cu James Stewart în rolul principal). Cu toate acestea, vicepreședintele CBS Michael Dann, un fan al inovației în filmul TV, a prezis cu două luni înainte că studiourile vor realiza între 50 și 75 de astfel de filme pe an”. Sezonul 1970-1971 i-a dat dreptate. Și când Thursday Night Movie a început programul de toamnă cu premiera unui film cu buget redus, făcut pentru TV, mai degrabă decât un blockbuster de la Hollywood, garantat să atragă spectatorii în masă, a devenit modul CBS de a-și declara angajamentul față de un produs care, deși produs ieftin, era totuși nou și de actualitate. În acest caz, filmul a fost The Brotherhood of the Bell, iar vedeta filmului a fost Glenn Ford, un actor de film care nu a apărut niciodată într-un film de televiziune. De fapt, chiar înainte de a începe filmările pentru proiect, Ford a fost avertizat de prieteni din industrie că va urî experiența. În schimb, actorul a declarat că „au fost cinci dintre cele mai plăcute săptămâni pe care le-am petrecut vreodată lucrând... a fost un scenariu bun și solid, cu oameni precum Maurice Evans și Dean Jagger care au lucrat cu mine”. Filmul a avut notificări respectabile de la critici, iar reputația sa a crescut de atunci. În 1986, de exemplu, criticul David Deal a etichetat Brotherhood ca „unul dintre cele mai bune filme de televiziune ale epocii... o producție de prim rang”. Și în ultimii ani, a dobândit reputația de clasic cult al teoriei conspirației. Ca urmare a succesului filmului, noul sezon a devenit martorul deciziei CBS de a-și crește producția de lucrări produse direct pentru televiziune – în special la sfârșitul lunii februarie până la începutul lui aprilie 1971, când 5 din 11 filme prezentate au fost premiere mondiale făcute pentru TV.
| În zilele de joi (1968–69): 1. 1968-09-12: Act One (1963) 2. 1968-09-19: Westward the Women (1951) 3. 1968-09-26: Gypsy (1962) 4. 1968-10-03: The Night of the Iguana (1964) 5. 1968-10-10: The Glass Bottom Boat (1965) 6. 1968-10-17: Youngblood Hawke (1964) 7. 1968-10-24: Harum Scarum (1965) 8. 1968-10-31: The Nanny (1965) 9. 1968-11-07: The World, the Flesh, and the Devil (1959) 10. 1968-11-14: God's Little Acre (1958) 11. 1968-11-21: Cheyenne Autumn (1964) 12. 1968-11-28: Marco the Magnificent (1965) 13. 1968-12-05: In the Cool of the Day (1963) 14. 1968-12-12: Lisa (1962) 15. 1968-12-19: Guns at Batasi (1964) 16. 1968-12-26: East of Sudan (1964) 17. 1969-01-02: Splendor in the Grass (1961) (Reluare din '67-'68) 18. 1969-01-09: Kisses for My President (1964) 19. 1969-01-16: Man in the Middle (1964) 20. 1969-01-23: Never Too Late (1965) 21. 1969-01-30: Cat on a Hot Tin Roof (Reluare din '67-68) 22. 1969-02-06: Please Don't Eat the Daisies (1960) 23. 1969-02-13: Dead Ringer (1964) 24. 1969-02-20: The Americanization of Emily (1964) 25. 1969-02-27: Sex and the Single Girl (1964) (reluare) 26. 1969-03-06: Goodbye Charlie (1964) (reluare) 27. 1969-03-13: The Stripper (1963) 28. 1969-03-20: Paris When It Sizzles (1964) 29. 1969-03-27: The Night of the Iguana (1964) (reluare) 30. 1969-04-03: Seven Days in May (1964) 31. 1969-04-10: The Chapman Report (1962) 32. 1969-04-17: UMC (1969) 33. 1969-04-24: Act One (1963) (reluare) 34. 1969-05-01: Madison Avenue (1962) 35. 1969-05-08: The Blue Angel (1959) 36. 1969-05-15: A Distant Trumpet (1964) (reluare) | În zilele de vineri (1968–69): 1. 1968-09-13: Viva Las Vegas (1964) (Reluare din '67-'68) 2. 1968-09-20: (Rezervat de rețea) 3. 1968-09-27: Sex and the Single Girl (1964) 4. 1968-10-04: The Singing Nun (1966) 5. 1968-10-11: A Distant Trumpet (1964) 6. 1968-10-18: Goodbye Charlie (1964) 7. 1968-10-25: Shock Treatment (1964) 8. 1968-11-01: Quick Before It Melts (1964) 9. 1968-11-08: When the Boys Meet the Girls (1965) 10. 1968-11-15: Diamond Head (1962) 11. 1968-11-22: Ensign Pulver (1964) 12. 1968-11-29: North by Northwest (1959) (Reluare din '67-'68) 13. 1968-12-06: The Defector (1966) 14. 1968-12-13: Advance to the Rear (1964) 15. 1968-12-20: A Global Affair (1964) 16. 1968-12-27: The House of the Seven Hawks (1959) 17. 1969-01-03: The Incredible Mr. Limpet (1964) 18. 1969-01-10: Where the Boys Are (1960) 19. 1969-01-17: 4 For Texas (1963) 20. 1969-01-24: Girl Happy (1965) 21. 1969-01-31: Made in Paris (1966) 22. 1969-02-07: Penelope (1966) 23. 1969-02-14: Boys' Night Out (1962) 24. 1969-02-21: Seven Brides for Seven Brothers (1954) 25. 1969-02-28: The Glass Bottom Boat (1965) (reluare) 26. 1969-03-07: All Hands on Deck (1961) 27. 1969-03-14: Harum Scarum (1965) (reluare) 28. 1969-03-21: Stalag 17 (1953) 29. 1969-03-28: Pre-empted for a CBS News Special Report 30. 1969-04-04: The Singing Nun (1966) (reluare) 31. 1969-04-11: Gypsy (1962) (reluare) 32. 1969-04-18: Escape from Fort Bravo (1953) 33. 1969-04-25: Siege of the Saxons (1963) 34. 1969-05-02: Gigot (1962) 35. 1969-05-09: The Alphabet Murders (1966) 36. 1969-05-16: Tarzan Goes to India (1962) |

Programul de mai sus a fost completat de premiera TV de miercuri, 25 noiembrie 1970 a filmului Indestructibila Molly Brown, cu Debbie Reynolds în rolul principal. Și pe 14 februarie 1971, a avut loc o premieră TV mondială specială duminică seara a filmului Ben-Hur (1959), cu Charlton Heston și Stephen Boyd. Acest film,  câștigător al premiului Oscar pentru cel mai bun film, a durat cinci ore când a fost difuzat cu întreruperi comerciale, de la 19:00 la miezul nopții (ET). În plus, la fel cum a procedat rețeaua în anul precedent, CBS a prezentat în premieră o mână de filme în programul său de vară. Printre acestea s-au numărat: The Violent Ones (1967; difuzat pe 3 iunie), Se lasă noaptea (1964; debutul pe 10 iunie), The Wrong Box (1966; premiera duminică, 20 iunie), The Frozen Dead (1967; 24 iunie), Doctor Faustus (1968; 25 iunie), The Money Jungle (1968; 1 iulie) și An American Dream (1966; 2 iulie).

## Sezonul 1971–1972: joia și duminica
Pe parcursul verii anului 1971, CBS și-a pregătit propria serie săptămânală de filme TV pentru noul sezon de toamnă. A fost numit The New CBS Friday Night Movies,  dar un reprezentant al rețelei a reclamat-o ca fiind „nimic mai mult decât o serie de antologie de suspans de modă veche”, la fel ca vechiul US Steel Hour sau Playhouse 90 — doar „păcălit cu filme”, spre deosebire de transmisiunile live de studio, care era norma pentru prezentare la începutul anilor 1950. Acest nou proiect a fost inițial imaginat de producătorul Philip Barry, Jr. (fiul dramaturgului Philip Barry) pentru a consta exclusiv din „suspans total de diferite feluri”. Barry le-a mai promis telespectatorilor că noua antologie va evita „să producă emisiuni de aplicare a legii, fără doctori, fără avocați, fără nimic din lucrurile obișnuite”. Astfel, New CBS Friday Night Movie și-a început difuzarea în septembrie 1971, ocupând intervalul orar 9:30–11:00 (Fusul orar estic). Nu trebuia să fie o emisiune de succes, în principal pentru că a fost programată în paralel cu serialul NBC World Premiere, care începea cu o oră mai devreme.
Pentru a găzdui noua sa antologie de suspans, CBS a schimbat seria de duminică seara pentru a face loc pentru formatul alternativ de prezentare de filme vechi. Astfel, ceea ce a fost cunoscut în ultimii 5 ani ca CBS Friday Night Movie a devenit CBS Sunday Night Movie, difuzat de la 7:30 la 9:30 pm (Fusul orar estic). Aceasta a fost o schimbare de programare foarte mediatizată, deoarece a necesitat anularea seriei de varietăți CBS de lungă durată Ed Sullivan Show. După 23 de ani de succes, această emisiune idol a primit ordinul să elibereze locul și, începând cu luna septembrie, CBS Sunday Night Movie și-a lansat sezonul 1971-1972 cu premiera TV a comediei-dramatice cu Spencer Tracy și Katharine Hepburn din 1967, Ghici cine vine la cină? Dar acesta va fi amintit ca anul în care a fost difuzat pentru prima dată filmul clasicul de sărbători The Homecoming: A Christmas Story (1971), un film TV cu Patricia Neal în rolul principal. Criticii i-au adus laude fără rezerve, inclusiv un scriitor care l-a etichetat drept „un program minunat înainte de sărbători – dulce, dar plin de umor și niciodată stânjenitor”. Nu numai că această producție s-a repetat în fiecare an de Yuletide de-a lungul deceniului, dar a servit și ca inspirație și origine a serialului dramatic de familie The Waltons.
| În zilele de joi (1969–70): 1. 1969-09-25: The Guns of Navarone (1961), Partea 1 2. 1969-10-02: The Sandpiper (1965) 3. 1969-10-09: Fate is the Hunter (1964) 4. 1969-10-16: Inside Daisy Clover (1965) 5. 1969-10-23: Two on a Guillotine (1965) 6. 1969-10-30: Dear Heart (1965) 7. 1969-11-06: 4 for Texas (1963) (reluare din '68-'69) 8. 1969-11-13: Mister Buddwing (1966) 9. 1969-11-20: The Roman Spring of Mrs. Stone (1962) 10. 1969-11-27: Rio Conchos (1964) 11. 1969-12-04: Ten Little Indians (1965) 12. 1969-12-11: Libel (1959) 13. 1969-12-18: The Americanization of Emily (1964) (reluare din '68-'69) 14. 1969-12-25: Me and the Colonel (1959) 15. 1970-01-70: All in a Night's Work (1961) (reluare din '67-'68) 16. 1970-01-08: My Blood Runs Cold (1965) 17. 1970-01-15: Escape from Fort Bravo (1953) (reluare din '68-'69) 18. 1970-01-22: Never Too Late (1965) 19. 1970-01-29: The Law and Jake Wade (1959) 20. 1970-02-05: The Chapman Report (1962) (reluare din '68-'69) 21. 1970-02-12: Hatari! (1962), Partea 1 22. 1970-02-19: Hud (1963) 23. 1970-02-26: Peyton Place (1957), Partea 1 24. 1970-03-05: The African Queen (1952) 25. 1970-03-12: Hunters Are for Killing (1970) (premieră, film TV) 26. 1970-03-19: A New Kind of Love (1963) 27. 1970-03-26: The Power (1968) 28. 1970-04-02: Fate is the Hunter (1964) (reluare) 29. 1970-04-09: Doctor, You've Got to Be Kidding (1966) (reluare) 30. 1970-04-16: Where Angels Go, Trouble Follows (1968) (reluare) 31. 1970-04-23: The Millionairess (1960) 32. 1970-04-30: Operation Amsterdam (1959) 33. 1970-05-07: Three Bites of the Apple (1967) 34. 1970-05-14: Hotel Paradiso (1966) 35. 1970-05-21: Pirates of Tortuga (1961) 36. 1970-05-28: The Innocents (1961) | În zilele de vineri (1969–70): 1. 1969-09-26: The Guns of Navarone (1961), Partea a 2-a 2. 1969-10-03: Double Trouble (1967) 3. 1969-10-10: Doctor, You've Got to Be Kidding (1966) 4. 1969-10-17: Where Angels Go, Trouble Follows (1968) 5. 1969-10-24: The Last Challenge (1967) 6. 1969-10-31: Come Fly with Me (1963) 7. 1969-11-07: How to Stuff a Wild Bikini (1965) 8. 1969-11-14: Penelope (1966) (reluare din '68-'69) 9. 1969-11-21: Fanny (1961) 10. 1969-11-28: Please Don't Eat the Daisies (1960) (reluare din '68-'69) 11. 1969-12-05: Having a Wild Weekend (1965) 12. 1969-12-12: Paris When It Sizzles (1964) (reluare din '68-'69) 13. 1969-12-19: Seven Brides for Seven Brothers (1954) (reluare din '68-'69) 14. 1969-12-26: Anna and the King of Siam (1946) 15. 1970-01-02: Girl Happy (1965) (reluare din '68-'69) 16. 1970-01-09: Sole Survivor (1970) (premieră, film TV) 17. 1970-01-16: Robin and the 7 Hoods (1964) 18. 1970-01-23: Wake Me When It's Over (1960) 19. 1970-01-30: The Venetian Affair (1967) 20. 1970-02-06: Cutter's Trail (1970) (premieră, film TV) 21. 1970-02-13: Hatari! (1962), Partea a 2-a 22. 1970-02-20: The Challengers (1970) (premieră, film TV) 23. 1970-02-27: Peyton Place (1957), Partea a 2-a 24. 1970-03-06: The Sandpiper (1965) (reluare) 25. 1970-03-13: Two on a Guillotine (1965) (reluare) 26. 1970-03-20: Rio Conchos (1964) (reluare) 27. 1970-03-27: Where the Boys Are (1960) (reluare din '68-'69) 28. 1970-04-03: (Rezervat de rețea pentru varietăți) 29. 1970-04-10: Advance to the Rear (1964) (reluare din '68-'69) 30. 1970-04-17: The Third Day (1965) 31. 1970-04-24: The Angel Wore Red (1960) 32. 1970-05-01: Tarzan and the Valley of Gold (1966) 33. 1970-05-08: The Crooked Road (1964) 34. 1970-05-15: Come Fly with Me (1963) (reluare) 35. 1970-05-22: Hold On! (1966) 36. 1970-05-29: The Visit (1964) |

Premierele de vară au inclus drama de crimă a lui Vince Edwards Hammerhead (1968), difuzată pe 15 iunie; melodrama de spionaj Assignment K (1968), pe 22 iunie, cu Stephen Boyd și Camilla Sparv; și comedia suprarealistă The Tiger Makes Out (1967), pe 29 iunie, cu Eli Wallach și Anne Jackson. A mai avut loc și debutul TV al comediei militare a lui Danny Kaye În pas alergător (On the Double, 1961), pe 8 iunie, care a inclus o secvență ticăloasă într-un cabaret din Berlin din timpul războiului, unde eroul principal se deghizează ca Marlene Dietrich cântând „Cocktails for Zwei” iar mai târziu este „sedusă” într-o toaletă de un ofițer de la Luftwaffe beat. În anii precedenți, aceste scene de comedie a erorilor ar fi fost considerate nepotrivite pentru publicul de prime-time, cu satira lor despre travesti și sex gay. Totuși, așa cum s-a întâmplat, CBS a difuzat un alt film cu scene similare, deși într-un cadru mai serios, cu mai puțin de patru luni înainte Căderea zeilor (The Damned, 1969) de Luchino Visconti, clasat inițial X când a fost lansat pentru prima dată în cinematografe. În mod evident, filmul a trebuit „supus unor editări severe pentru a fi acceptat” de publicul TV iar prezentarea rezultată, care a fost pre-proiectată pentru afiliați prin circuit închis, a fost atât de incoerentă încât multe posturi au refuzat să o difuzeze.
Damned nu a fost niciodată destinat difuzării în prime-time. În schimb, a fost printre prezentările inițiale ale CBS pentru prima antologie de film de televiziune de rețea de noapte târziu, deoarece în seara de Ziua Îndrăgostiților din 1972, rețeaua a trimis o scrisoare de dragoste fanilor de film din America când a rupt tradiția rețelei de noapte târziu prin anularea talk-show-ului lui Merv Griffin pentru a face loc The CBS Late Movie. Procedând astfel, organizația care cu ani în urmă a respins programarea filmelor vechi, considerând-o „necreativă”, difuza brusc un total de 7 lungmetraje în fiecare săptămână. Desființarea emisiunii lui Griffin nu a avut nicio importanță dacă se consideră că programul său era difuzat doar de 129 de afiliați, în timp ce CBS Late Movie a debutat cu 179. De asemenea, a fost o decizie de afaceri înțeleaptă dacă se ține cont de faptul că rețeaua plătea, în medie, doar 30.000-40.000 de dolari pentru fiecare dintre cele 220 de filme închiriate de la Warner Brothers și MGM. La prețuri atât de mici, CBS plătea doar 100.000 de dolari pe emisie de noapte târziu. 
Între timp, la orele de maximă audiență, CBS Sunday Night Movie părea să-și mențină ponderea de audiență, mai ales în prima jumătate a lunii octombrie, când a fost cotat al treilea cel mai vizionat program de televiziune. Din păcate, nu s-a menținut; iar ratingurile pentru New CBS Friday Night Movie au făcut ca sezonul viitor să readucă Sunday Night Movie (filmul de duminică seara) la intervalul inițial de vineri seara și să se transfere antologia de filme de vineri pentru TV în zilele de marți. Cu toate acestea, o tendință introdusă la sfârșitul anului 1971 - dreptul de preemțiune  sporadic al filmelor de joi ale CBS pentru știri speciale - va continua și în sezonul următor. Acest lucru s-a datorat în mare parte faptului că 1972 nu a fost doar un an electoral, ci a fost și o perioadă în care un președinte american a făcut vizite importante de stat în străinătate atât în China, cât și în Uniunea Sovietică. În cadrul unor astfel de evenimente, programarea informațiilor s-a bucurat de cea mai receptivă audiență. Și în sezonul următor, odată cu scandalul Watergate care devine fierbinte în pofida realegerii zdrobitoare a președintelui Nixon, documentarele de televiziune și discuțiile din rețea ai avut audiențe mai bune decât de obicei. Astfel, știrile speciale au continuat să aibă succes pentru Thursday Night Movie în anumite ocazii.

## Sezonul 1972–1973: revenirea la joi și vineri

Filmul pe care 100 afiliați CBS au refuzat să-l difuzeze.

În toamna anului 1972, problema care a dominat majoritatea discuțiilor pe chestiuni legate de televiziune și radio a implicat obscenitățile în direct. I-a preocupat chiar și pe parlamentarii din Congres, unde senatorul John Pastore (D-Rhode Island), președintele Comitetului pentru Comerț, a condus o anchetă asupra presupuselor blasfemii difuzate. Mai târziu, el i-a spus unui reporter: „Sincer, au fost unele lucruri care m-au șocat. Au existat cuvinte din patru litere folosite la radio. Desigur, nu au mers atât de departe la televizor... rețelele le-au dat afară.”  Se pare că senatorul a trecut cu vederea filmele de televiziune din rețea, deoarece controversa cu gura spurcată a fost cea care a costat CBS Thursday Night Movie jumătate din audiență. S-a întâmplat într-o seară de la jumătatea lunii noiembrie, când aproximativ 100 de afiliați au refuzat să difuzeze filmul cu crime adevărate Cu sânge rece (In Cold Blood, 1967) „pe motive de conținut explicit” – în special, utilizarea necenzurată a cuvântului „frigging” (nenorocit) de către unul dintre cele două personaje principale ale sale. ABC, totuși, a experimentat o mânie diferită a telespectatorilor săi atunci când cea mai faimoasă replică a lui John Wayne a fost modificată de cenzorii rețelei.
Ceea ce i-a uimit pe spectatorii cu privire la cenzura ABC a fost că o săptămână mai târziu, aceeași rețea avea să difuzeze filmul Patton (1970), lăsând intacte înjurăturile lui George C. Scott — o mișcare care ar fi putut încuraja CBS să păstreze dublul înțeles și multe alte replici din Cui i-e frică de Virginia Woolf? (1966), cu Elizabeth Taylor și Richard Burton. Criticul de la New York Times Howard Thompson a lăudat transmisia, în special modul în care pauzele publicitare ale rețelei au fost plasate cu grijă, pentru a nu scădea din puterea dramei lui Edward Albee. În ceea ce privește dialogul îndoielnic, Thompson a remarcat că fiecare „dracu” și „naiba” au prevalat. El a adăugat: „Urechile ascuțite ar putea să fi prins un „la naiba” de la domnișoara Taylor [și] ea a urlat același cuvânt mai târziu... un țipăt agonisitor subliniind disperarea unei drame care până atunci a avut mulți spectatori lipiți de scaune.” De fapt, CBS a programat filmul pentru difuzare în luna februarie 1973. Cu toate acestea, strategia nu a dat rezultate; filmul încheind săptămâna difuzării sale pe locul 38. Acest lucru l-a determinat pe editorialistul Rick DuBrow să cheme directorii TV care au insistat să programeze o „listă confortabilă de filme previzibile și să determine după titlu și categorie cum se vor comporta în jocul ratingurilor”. Cu alte cuvinte, un film câștigător de Oscar care prezintă un dialog fierbinte precum Liz și Dick schimbând insulte încărcate de blesteme nu va garanta întotdeauna o audiență TV uriașă - și, din păcate pentru rețea, asta s-a și întâmplat.

Dar dacă lista de filme dcinematografice de pe CBS nu a reușit să corespundă așteptărilor de programare, produsul său de marți seara de filme făcute pentru TV a fost un dezastru. După cum a remarcat scriitorul Norman Mark, „CBS a eșuat cu aproape toate filmele sale [noi] în acest sezon, un record de neegalat”. Cu toate acestea, o excepție a fost A War of Children, cu Jenny Agutter ca o fată irlandeză-catolică dintr-un Belfast rupt de război, care se îndrăgostește de un soldat britanic/protestant. Potrivit criticului The New York Times, John J. O'Connor, filmul „a început bine și a ajuns la un final convingător de emoționant. A fost undeva pe la mijloc că drama a eșuat [și a devenit] aproape fatal de vagă”. Dar premiera mondială de joi seară de la CBS a filmului lui Gay Talese, Honor Thy Father, în martie 1973, a primit notificări elogioase, inclusiv una care a lăudat vedeta filmului Joseph Bologna pentru „o portretizare extrem de fascinantă” a lui Salvatore Bonanno, moștenitorul șefului legendar al crimei organizate Joe Bonanno. Aceste lucrări au fost însă singurele două puncte culminante ale unui sezon dezamăgitor.
| În zilele de joi (1972–73): 1. 1972-09-14: Around the World in 80 Days (1956), Partea 1 2. 1972-09-21: The Professionals (1966) 3. 1972-09-28: Mackenna's Gold (1968) 4. 1972-10-05: The Undefeated (1969) 5. 1972-10-12: Marlowe (1969) 6. 1972-10-19: The Legend of Lylah Clare (1969) 7. 1972-10-26: Guess Who's Coming to Dinner (1969) (reluare din '71-72) 8. 1972-11-02: The Dirty Dozen, Partea 1 (1967) (reluare din '71-72) 9. 1972-11-09: Wait Until Dark (1967) 10. 1972-11-16: In Cold Blood (1967) 11. 1972-11-23: Chitty Chitty Bang Bang (1968) 12. 1972-11-30: Bandolero! (1968) (reluare din '71-72) 13. 1972-12-07: The African Queen (1951) (reluare din '69-70) 14. 1972-12-14: How to Murder Your Wife (1965) 15. 1972-12-21: Will Penny (1967) 16. 1972-12-28: Rezervat pentru o prezentare specială CBS 17. 1973-01-04: The Sand Pebbles (1965), Partea 1 (reluare din '71-72) 18. 1973-01-11: The Gypsy Moths (1969) 19. 1973-01-18: Vertigo (1958) 20. 1973-01-25: The Hallelujah Trail (1965) 21. 1973-02-01: Rezervat pentru o prezentare specială CBS 22. 1973-02-08: The Professionals (1966) (reluare) 23. 1973-02-15: Valley of the Dolls (1967) (reluare) 24. 1973-02-22: Who's Afraid of Virginia Woolf? (1966) 25. 1973-03-01: Honor Thy Father (1973) (premieră, film TV) 26. 1973-03-08: The Marcus-Nelson Murders (1973) (premieră, film TV) 27. 1973-03-15: Rezervat de rețea 28. 1973-03-22: Hornets' Nest (1970) (reluare) 29. 1973-03-29: ...tick...tick...tick... (1970) (reluare) 30. 1973-04-05: Don't Make Waves (1967) (reluare din '71-72) 31. 1973-04-12: How to Save a Marriage and Ruin Your Life (1968) (reluare din '71-72) 32. 1973-04-19: Rezervat de rețea 33. 1973-04-26: Rezervat de rețea pentru știri speciale 34. 1973-05-03: Hot Millions (1968) 35. 1973-05-10: The Moon Is Blue (1953) 36. 1973-05-17: Countdown (1968) 37. 1973-05-24: Blow Up (1967) 38. 1973-05-31: Rezervat pentru o prezentare specială CBS de știri | În zilele de vineri (1972–73): 1. 1972-09-15: Around the World in 80 Days (1956), Partea a 2-a 2. 1972-09-22: Valley of the Dolls (1967) 3. 1972-09-29: ...tick...tick...tick... (1970) 4. 1972-10-06: To Sir, with Love (1967) 5. 1972-10-13: They Call Me Mister Tibbs! (1970) 6. 1972-10-20: Rezervat de rețea pentru știri speciale 7. 1972-10-27: The McKenzie Break (1970) 8. 1972-11-03: The Dirty Dozen, Partea a 2-a (1967) (reluare din '71-72) 9. 1972-11-10: Hornets' Nest (1970) 10. 1972-11-17: McLintock! (1963) (reluare din '67-68) 11. 1972-11-24: Live a Little, Love a Little (1968) 12. 1972-12-01: The Chairman (1969) 13. 1972-12-08: The Homecoming: A Christmas Story (1971) (reluare din '71-72) 14. 1972-12-15: The Ambushers (1967) (reluare din '71-72) 15. 1972-12-22: Goodbye, Mr. Chips (1969) 16. 1972-12-29: Hook, Line & Sinker (1969) 17. 1973-01-05: The Sand Pebbles (1965), Partea a 2-a (reluare din '71-72) 18. 1973-01-12: Petulia (1968) 19. 1973-01-19: The Man Who Knew Too Much (1956) 20. 1973-01-26: The Unsinkable Molly Brown (1963) (reluare din '70-71) 21. 1973-02-02: Pre-empted for a CBS Special Presentation 22. 1973-02-09: The Undefeated (1969) (reluare) 23. 1973-02-16: They Call Me Mister Tibbs! (1970) (reluare) 24. 1973-02-23: Wait Until Dark (1967) 25. 1973-03-02: Mckenna's Gold (1968) (reluare) 26. 1973-03-09: The Cincinnati Kid (reluare din '71-72) 27. 1973-03-16: Pre-empted by CBS Special Presentation 28. 1973-03-23: Tom Sawyer (1973) (premieră, film TV) 29. 1973-03-30: Marlowe (1969) (reluare) 30. 1973-04-06: Southern Star (1969) 31. 1973-04-13: The Man Who Died Twice (1973) (premieră, film TV) 32. 1973-04-20: Oklahoma! (1955) (reluare din '70-71) 33. 1973-04-27: Hook, Line & Sinker (1969) (reluare) 34. 1973-05-04: Chubasco (1968) 35. 1973-05-11: The Trouble with Girls (1969) 36. 1973-05-18: The Sergeant (1969) 37. 1973-05-25: Hunter (1973) 38. 1973-06-01: The Maltese Bippy (1969)/A Walk with Love and Death (1969) |

A mai fost și filmul de animație al lui Beatles, Submarinul galben (Yellow Submarine, 1968), care a debutat ca o prezentare specială de duminică seara pe 29 octombrie 1972. În plus, CBS a programat documentarul festivalului rock Woodstock (1970) pentru sfârșitul lui aprilie 1973, dar apoi l-a schimbat din cauza nervozității față de „ceea ce a considerat rasism în film”. Prin urmare, va fi televizat câțiva ani mai târziu de o altă rețea, NBC. Dar Thursday (and Friday) Night Movie (filmul de joi (și vineri) noaptea) a reușit să programeze premiere intermitente de vară, inclusiv The Last of the Secret Agents? (1969), cu echipa de comedie Allen și Rossi, pe 7 iunie, plus Secret World (1969), cu Jacqueline Bisset, o săptămână mai târziu. De asemenea, a avut loc debutul producției Merchant-Ivory The Guru (1969), cu Rita Tushingham și Michael York, pe 22 iunie, precum și premiera TV din 19 iulie a filmului lui Michael Caine, Deadfall (1968). CBS și-a încheiat sezonul de vară de emisiuni în premieră pe 7 septembrie cu difuzarea The Vatican Affair (1968), cu Walter Pidgeon și Klaus Kinski.

## Sezoanele 1973–1974 și 1974–1975: violență, filme și cenzură
Într-o adresă din octombrie 1973 către Better Business Bureau din Nashville, președintele CBS, Robert D. Wood, a discutat despre „gusturile și standardele în schimbare ale societății și maturitatea în creștere” a audiențelor de televiziune care au influențat decizia rețelei sale de a difuza filme atât de controversate precum In Cold Blood și Cui i-e frică de Virginia Woolf? Wood a confirmat că și-a asumat în mod deliberat „anumite riscuri calculate”. Cu toate acestea, a simțit că acele pariuri sunt justificate. Mai târziu, ca un ecou al sentimentului lui Wood, președintele NBC  Herbert S. Schlosser a declarat că „televiziunea nu va conduce niciodată vreo paradă a permisivității. Dar nu ar trebui [niciodată] să fie legată de trecut prin câteva sute de scrisori cu plângeri”. Cu toate acestea, pentru criticul John J. O'Connor, întreaga problemă a fost irelevantă. El a considerat că „în ciuda injectării de situații „contemporane” și „mature”, amestecul de televiziune obișnuită în prime-time nu este mai puțin banal sau flagrant de manipulator decât a fost vreodată”. Cu toate acestea, un alt critic, Ron Power de la Chicago Sun-Times, a citat o nouă tendință tulburătoare a programelor în rețea - violența și sadismul. Adoptând o atitudine extrem de alarmistă, Power a publicat ceea ce a fost, în esență, un manifest furios care ar fi trebuit să arunce în aer rețelele:
Un tip cade de pe o clădire înaltă, brațele îi zvâcnesc și cravata îi flutură... și știi că în secunda următoare va fi o fostă ființă umană - o revărsare îngrozitoare de oase rupte și sânge. O mașină de curse se învârte, se prăbușește și ia foc și știi că șoferul a simțit că pielea i se prăjește pe corp... Un avion explodează în timpul zborului; un iaht este sfâșiat într-un port. Ceva s-a întâmplat cu oamenii dinăuntru... ceva brusc și crud și îngrozitor și definitiv. Pentru observatorul sensibil, reacția este de depresie și pierdere. Pentru cei insensibili, se întărește convingerea că viața umană este ieftină. Și toate incidentele de mai sus s-au petrecut doar într-un singur episod al dramei de acțiune CBS Hawaii Five-O.
Power a cerut o „reformă organizată” atât de către mass-media, cât și de cei care și-au văzut produsul și și-au patronat sponsorii – iar vocea lui nu a fost una singură. Regizorul Buzz Kulik a declarat: „Nu-mi pasă ce spune cineva. Cred că există o legătură între violența televizată și violența reală. Pur și simplu nu poți face diferența între real și ireal”. Această conexiune dintre realitatea violenței și iluzia haosului fictiv de la TV a avut repercusiuni în titlurile de știri din toamna lui 1973. De exemplu, au existat o serie de articole despre bande de tineri care au turnat benzină asupra unora victime neajutorate și le incendiau. Aceste incidente au avut loc în diferite zone ale SUA. Într-un astfel de caz, o tânără femeie din Boston a fost forțată de 6 tineri să „se stropească cu doi litri de benzină” înainte de „a-i da foc”. În sud, „patru adolescenți au incendiat un vagabond care dormea” în Miami. Chiar și un cuplu interrasial din Fort Lauderdale a suferit aceeași soartă crudă. Mai mult, s-a subliniat că aceste atacuri au avut loc aproape imediat după transmisia la televiziune a filmului Poliția (Fuzz) (1972, r. Richard A. Colla) în care este descrisă o violență similară” - în special, o scenă în care unul dintre personaje este stropit cu un lichid inflamabil și apoi incendiat. Astfel, ca și în anul precedent, s-a pregătit cadrul pentru mai multe dezbateri centrate pe problema cenzurii și a difuzărilor unor astfel filme în rețea.
Pe fondul unei astfel de controverse, CBS a ordonat ca anumite scene din filme să fie tăiate. Lista CBS Thursday Night Movie pentru sezonul 1973-1974 a inclus două dintre cele mai violente filme ale anilor 1960 – Bonnie și Clyde (1967) de Arthur Penn și Hoarda sălbatică (The Wild Bunch, 1969) de Sam Peckinpah. Ambele au fost considerate de critici ca niște capodopere care au folosit violența pentru a face declarații artistice realistice despre scena contemporană americană.  În ciuda acestui fapt, cele două filme au avut tăieturi radicale. Dar, potrivit unora din public, rețeaua a mers prea departe, mai ales în filmul lui Peckinpah. Un spectator s-a plâns că „atunci când cenzorii de la CBS l-au tăiat, au tăiat fără să se gândească, orbește... CBS nu a arătat deloc The Wild Bunch. În schimb, a arătat o mizerie mutilată care a fost cândva un original magistral”. Un alt spectator a protestat față de difuzarea de către rețea a controversatului western care „a fost reprezentat puțin mai mult decât o derulare de fragmente... N-am văzut niciodată un film atât de mult tăiat”. Prin urmare, pentru CBS, noul sezon de toamnă din 1973 a avut un început foarte dificil.
Dar până la urmă a fost și unul de succes. Transmisia primelor două filme ale francizei Planeta maimuțelor au dus CBS în vârful topurilor în aceea perioadă. Odată  cu succesul de box-office al lui Steve McQueen, Locotenentul Bullitt (1968), precum și interpretarea revoluționară a lui Dustin Hoffman în Absolventul (1967) și aventura de acțiune a lui Clint Eastwood Eroii lui Kelly (1970) a reprezentat unul dintre cele mai robuste sezoane Thursday Night Movie. A fost, de asemenea, un an bun pentru filmele de televiziune ale rețelei, în mare parte datorită premierei din 31 ianuarie 1974 a filmului Autobiografia domnișoarei Jane Pittman, care a fost întâmpinată cu laude aproape unanime de critici precum Jay Sharbutt, care a numit lucrarea ca „profund de  mișcătoare...  singura descriere care pare să se potrivească acestei producții”. Și Pauline Kael de la The New Yorker, care și-a dedicat întreaga sa rubrică săptămânală filmului, a lăudat regia discretă a lui John Korty, precum și interpretarea lui Cicely Tyson, pentru care a câștigat premiul Emmy pentru cea mai bună actriță într-un program special.
| În zilele de joi (1973–74): 1. 1973-09-13: The Hot Rock (1972) 2. 1973-09-20: Bonnie and Clyde (1967) 3. 1973-09-27: Kelly's Heroes, Part 1 (1970) 4. 1973-10-04: The Wild Bunch (1969) 5. 1973-10-11: Rezervat de rețea 6. 1973-10-18: Joy in the Morning (1965) 7. 1973-10-25: Guess Who's Coming to Dinner (1967) (reluare din '71-72) 8. 1973-11-01: Bullitt (1968) 9. 1973-11-08: The Graduate (1967) 10. 1973-11-15: Rezervat de rețea 11. 1973-11-22: Duel at Diablo (1966) 12. 1973-11-29: Rezervat de rețea 13. 1973-12-06: Rezervat de rețea 14. 1973-12-13: The Last Escape (1970) 15. 1973-12-20: Gunfight at the OK Corral (1957) 16. 1973-12-27: Oklahoma! (1955) (reluare din '70-71) 17. 1974-01-03: Don't Drink the Water (1969) 18. 1974-01-10: Rezervat de rețea 19. 1974-01-17: The Horror at 37,000 Feet (1973) (reluare) 20. 1974-01-24: Valley of the Dolls (1966) (reluare din '72-73) 21. 1974-01-31: The Autobiography of Miss Jane Pittman (1974) (premieră, film TV) 22. 1974-02-07: Kansas City Bomber (1972) 23. 1974-02-14: Ryan's Daughter (1970) 24. 1974-02-21: Wild Rovers (1971) 25. 1974-02-28: Hello, Dolly! (1969) 26. 1974-03-07: Marriage Times Four (1974) 27. 1974-03-14: Birds of Prey (1973) 28. 1974-03-21: Sidekicks (1974) 29. 1974-03-28: Rezervat de rețea 30. 1974-04-04: Dr. Max (1974) (premieră, film TV) 31. 1974-04-11: The Cable Car Murder (1971) 32. 1974-04-18: Pre-empted for a CBS Sports Special 33. 1974-04-25: The Last Escape (1970) (reluare) 34. 1974-05-02: Terror on the Beach (1973) 35. 1974-05-09: The McKenzie Break (1970) (reluare din '72-73) 36. 1974-05-16: Rezervat de rețea 37. 1974-05-23: Joy in the Morning (1965) (reluare) 38. 1974-05-30: Kill a Dragon (1967) | În zilele de vineri (1973–74): 1. 1973-09-14: Planet of the Apes (1968) 2. 1973-09-21: Tora! Tora! Tora! (1970) 3. 1973-09-28: Kelly's Heroes, Part 2 (1970) 4. 1973-10-05: The Wrecking Crew (1968) 5. 1973-10-12: Bram Stoker's Dracula (1973) (premieră, film TV) 6. 1973-10-19: Rezervat de rețea 7. 1973-10-26: Beneath the Planet of the Apes (1970) 8. 1973-11-02: Rezervat de rețea 9. 1973-11-09: Sunshine (1973) (Made-for TV premiere) 10. 1973-11-16: Escape from the Planet of the Apes (1971) 11. 1973-11-23: To Sir, with Love (1967) (reluare din '71-72) 12. 1973-11-30: In Cold Blood (1967) (reluare din '72-73) 13. 1973-12-07: The Homecoming: A Christmas Story (1971) (reluare din '71-72) 14. 1973-12-14: Miracle on 34th Street (1973) (premieră, film TV) 15. 1973-12-21: The Chairman (1969) (reluare din '72-73) 16. 1973-12-28: Pre-empted by CBS Reports 17. 1974-01-04: The Gypsy Moths (1969) (reluare din '72-73) 18. 1974-01-11: Hawaii (1966) 19. 1974-01-18: The Undefeated (1969) (reluare din '72-73) 20. 1974-01-25: The Marcus-Nelson Murders (1973) (reluare din '72-73) 21. 1974-02-01: Rezervat de rețea 22. 1974-02-08: Dracula (1973) (reluare) 23. 1974-02-15: Halls of Anger (1970) 24. 1974-02-22: Rezervat de rețea 25. 1974-03-01: Lawman (1971) 26. 1974-03-08: Rezervat de rețea 27. 1974-03-15: The Sweet Ride (1968) 28. 1974-03-22: Senior Year (1974) 29. 1974-03-29: Rezervat de rețea 30. 1974-04-05: The Family Kovack (1974) (premieră, film TV) 31. 1974-04-12: Ben-Hur (1959) (reluare din '70-71) 32. 1974-04-19: Nicki's World (1974) (premieră, film TV) 33. 1974-04-26: Rezervat de rețea 34. 1974-05-03: Rezervat de rețea 35. 1974-05-10: Rezervat de rețea 36. 1974-05-17: Căpitanul Nemo și orașul subacvatic (1969) 37. 1974-05-24: Coffee, Tea or Me? (1973) 38. 1974-05-31: Honor Thy Father (1973) (reluare din '72-73) |

Astfel, pentru sezonul 1973–74, de la mijlocul lunii septembrie până la sfârșitul lunii mai, The CBS Thursday (and Friday) Night Movie a avut în premieră doar 22 de titluri cinematografice. Restul din totalul de 76 de transmisiuni au fost fie (a) reluări ale unor filme de teatru din sezoanele precedente; (b) reluări sau premiere ale unor filme realizate pentru TV; (c) episoade pilot TV pentru seriale proiectate; sau (d) preempționări pentru știri, sporturi sau programe speciale CBS. În comparație cu totalul de 52 de premiere cinematografice pe care rețeaua le-a difuzat în sezonul 1966-67, se poate observa că numărul de filme disponibile pentru difuzare pentru prima dată a scăzut cu peste 50 la sută. Cu toate acestea, CBS a programat patru titluri noi suplimentare pentru a-și completa lista în vara lui 1974. Printre acestea se numără premiera TV din 6 iunie a filmului The Prime of Miss Jean Brodie (1969), cu interpretarea lui Maggie Smith, câștigătoare a premiului Oscar, ca profesor neortodox într-o școală de fete din Edinburgh din anii 1930. A existat și debutul televizat din 14 iunie al filmului The Looking Glass War (1970), bazat pe un roman de spionaj John le Carré și cu Christopher Jones în rol principal. Și pentru a-și completa lista noilor veniți ai sezonului, filmul Richard Burton Villain (1971) a avut premiera pe 27 iunie, în timp ce drama medievală Alfred the Great (1969), cu David Hemmings în rolul principal, și-a făcut plecăciune în seara următoare.
În toamna anului 1974, unul dintre concurenții CBS, NBC, a lansat în premieră filmul TV, Born Innocent . Filmul a fost beneficiarul unei campanii intense de promovare a rețelei, precum și a unui disclaimer provocator chiar înainte de difuzare.  Și când a fost difuzat în sfârșit, spectatorii au fost expuși la ceea ce, până atunci, a fost una dintre cele mai grafice reprezentări ale sadismului și cruzimii prezentate vreodată pe micul ecran.  Eroina poveștii (interpretată de Linda Blair ), o adolescentă care ispășește pedeapsa într-un centru de detenție pentru minori pentru femei tinere, devine victima unei agresiuni sexuale atunci când este violată cu forța cu un obiect străin de o bandă de deținuți cei mai violenți ai instituției. La câteva săptămâni după difuzarea filmului, o fetiță de 9 ani, care se plimba cu un prieten pe o plajă din San Francisco, a fost supusă unui act similar de către un trio de băieți adolescenți. Când tinerii autori au fost chestionați de autorități cu privire la motivul pentru care au ales această metodă de atac, aceștia au recunoscut în mod liber că s-au inspirat de scena controversată a filmului.  Mai târziu în acel an, mama victimei a dat în judecată NBC, susținând că organizația este „responsabilă pentru acest viol, deoarece rețeaua avea studii care arătau că copiii și persoanele susceptibile ar putea imita crimele văzute la televizor”.  Cazul a fost în cele din urmă respins în afara instanței, iar o comisie de apel va confirma ulterior hotărârea instanței inferioare de nepotrivire,  dar până atunci NBC a reeditat scena pentru difuzarea repetată a filmului.  Acest caz a reprezentat una dintre numeroasele lupte juridice rezultate din decizia industriei de televiziune de a se adapta a ceea ce președintele CBS, Robert Wood, a descris anterior drept „gusturile și standardele în schimbare ale societății și maturitatea în creștere” a unui public din anii 1970. 

Intrarea în premiera sezonului 1974-75.

Într-un fel, Born Innocent reprezenta o tendință cu care cineaștii americani deveniseră prea familiari – în special, subgenul WIP al filmelor. Exploatarea premisei lucrative „femei în închisoare” ajunsese într-un punct în care reclamele pentru filme de serie B de teatru, cu titluri precum Caged Heat (1974), The Big Bird Cage (1972) și Women in Cages (1971), au devenit un priveliște familiară și emoționantă pe aproape paginile de distracție ale fiecărui ziar.  Desigur, un film precum Born Innocent, o lucrare produsă special pentru televiziune, ar putea recurge cu greu la genul de sadism explicit caracteristic furajelor cinematografice obișnuite. Dar filmul NBC a fost suficient de senzațional pentru ca CBS să programeze o versiune imitatoare care a fost difuzată în Friday Night Movie doar 6 luni mai târziu. Acest nou film TV a fost intitulat Cage Without a Key și, din nou, a avut loc într-o închisoare pentru tinere. Eroina (de data aceasta, interpretată de Susan Dey ) este implicată fără să vrea într-o crimă planificată și comisă de alții. Condamnată și condamnată, ea este încarcerată într-un loc în care distracția preferată a deținuților este activitatea de bande. Deși criticul TV din Sankt Petersburg Charles Benbow a susținut că acest nou film TV „diferă semnificativ” de Born Innocent,  autoarea Elana Levine a observat că „ Cage prezintă o scenă de agresiune sexuală între persoane de același sex, după duș, care își lasă victima zguduită. și tulburat și, în această privință, urmează în mod clar formula lui Born Innocent .”  Și autorul Stephen Tropiano a remarcat încercarea ambelor filme de a marginaliza lesbienele ca infractori sexuali prădători. 

În ceea ce privește restul listei sale din 1974-1975, CBS Thursday (and Friday) Night Movies-- filmele de joi (și vineri) noaptea CBS au început destul de bine cu versiunea originală a filmului lui Robert Altman M*A*S*H (1970), împreună cu un trio amabil de western-uri satirice. Dar în afară de asta, rețeaua nu le putea oferi telespectatorilor săi. Produsul de la Hollywood care putea fi ambalat corespunzător pentru publicul TV devenea o marfă rară. Și, ca rezultat, acesta ar fi ultimul sezon complet pentru filmele de joi seara ale CBS.
| În zilele de joi (1973–74): 1. 1973-09-13: The Hot Rock (1972) 2. 1973-09-20: Bonnie and Clyde (1967) 3. 1973-09-27: Kelly's Heroes, Part 1 (1970) 4. 1973-10-04: The Wild Bunch (1969) 5. 1973-10-11: Rezervat de rețea 6. 1973-10-18: Joy in the Morning (1965) 7. 1973-10-25: Guess Who's Coming to Dinner (1967) (reluare din '71-72) 8. 1973-11-01: Bullitt (1968) 9. 1973-11-08: The Graduate (1967) 10. 1973-11-15: Pre-empted by CBS Special Presentations 11. 1973-11-22: Duel at Diablo (1966) 12. 1973-11-29: Pre-empted for CBS Specials 13. 1973-12-06: Pre-empted by CBS specials 14. 1973-12-13: The Last Escape (1970) 15. 1973-12-20: Gunfight at the OK Corral (1957) 16. 1973-12-27: Oklahoma! (1955) (reluare din '70-71) 17. 1974-01-03: Don't Drink the Water (1969) 18. 1974-01-10: Pre-empted for CBS Specials 19. 1974-01-17: The Horror at 37,000 Feet (1973) (reluare) 20. 1974-01-24: Valley of the Dolls (1966) (reluare din '72-73) 21. 1974-01-31: The Autobiography of Miss Jane Pittman (1974) (premieră, film TV) 22. 1974-02-07: Kansas City Bomber (1972) 23. 1974-02-14: Ryan's Daughter (1970) 24. 1974-02-21: Wild Rovers (1971) 25. 1974-02-28: Hello, Dolly! (1969) 26. 1974-03-07: Marriage Times Four (1974) 27. 1974-03-14: Birds of Prey (1973) 28. 1974-03-21: Sidekicks (1974) 29. 1974-03-28: Rezervat de rețea 30. 1974-04-04: Dr. Max (1974) (premieră, film TV) 31. 1974-04-11: The Cable Car Murder (1971) 32. 1974-04-18: Pre-empted for a CBS Sports Special 33. 1974-04-25: The Last Escape (1970) (reluare) 34. 1974-05-02: Terror on the Beach (1973) 35. 1974-05-09: The McKenzie Break (1970) (reluare din '72-73) 36. 1974-05-16: Rezervat de rețea 37. 1974-05-23: Joy in the Morning (1965) (reluare) 38. 1974-05-30: Kill a Dragon (1967) | În zilele de vineri (1973–74): 1. 1973-09-14: Planet of the Apes (1968) 2. 1973-09-21: Tora! Tora! Tora! (1970) 3. 1973-09-28: Kelly's Heroes, Part 2 (1970) 4. 1973-10-05: The Wrecking Crew (1968) 5. 1973-10-12: Bram Stoker's Dracula (1973) (premieră, film TV) 6. 1973-10-19: Rezervat de rețea 7. 1973-10-26: Beneath the Planet of the Apes (1970) 8. 1973-11-02: Rezervat de rețea 9. 1973-11-09: Sunshine (1973) (Made-for TV premiere) 10. 1973-11-16: Escape from the Planet of the Apes (1971) 11. 1973-11-23: To Sir, with Love (1967) (reluare din '71-72) 12. 1973-11-30: In Cold Blood (1967) (reluare din '72-73) 13. 1973-12-07: The Homecoming: A Christmas Story (1971) (reluare din '71-72) 14. 1973-12-14: Miracle on 34th Street (1973) (premieră, film TV) 15. 1973-12-21: The Chairman (1969) (reluare din '72-73) 16. 1973-12-28: Pre-empted by CBS Reports 17. 1974-01-04: The Gypsy Moths (1969) (reluare din '72-73) 18. 1974-01-11: Hawaii (1966) 19. 1974-01-18: The Undefeated (1969) (reluare din '72-73) 20. 1974-01-25: The Marcus-Nelson Murders (1973) (reluare din '72-73) 21. 1974-02-01: Pre-empted for a CBS Reports Special 22. 1974-02-08: Dracula (1973) (reluare) 23. 1974-02-15: Halls of Anger (1970) 24. 1974-02-22: Rezervat de rețea 25. 1974-03-01: Lawman (1971) 26. 1974-03-08: Rezervat de rețea 27. 1974-03-15: The Sweet Ride (1968) 28. 1974-03-22: Senior Year (1974) 29. 1974-03-29: Rezervat de rețea 30. 1974-04-05: The Family Kovack (1974) (premieră, film TV) 31. 1974-04-12: Ben-Hur (1959) (reluare din '70-71) 32. 1974-04-19: Nicki's World (1974) (premieră, film TV) 33. 1974-04-26: Rezervat de rețea 34. 1974-05-03: Rezervat de rețea 35. 1974-05-10: Rezervat de rețea 36. 1974-05-17: Căpitanul Nemo și orașul subacvatic (1969) 37. 1974-05-24: Coffee, Tea or Me? (1973) 38. 1974-05-31: Honor Thy Father (1973) (reluare din '72-73) |

Din 1970, a devenit ceva normal ca CBS să adauge în programul de reluare a filmelor de vară câteva difuzări ocazionale în primă audiție. Astfel, pe lângă cele opt premiere de la începutul lunii iunie (așa cum sunt enumerate mai sus), a existat și debutul TV din 18 iulie a filmului The Wicked Dreams of Paula Schultz (1968), cu Elke Sommer în rolul unei atlete est-germane. Filmul s-a remarcat prin apariția câțiva actori din serialul de televiziune Hogan's Heroes din 1965-1971, inclusiv Bob Crane, împreună cu ceilalți actori principali ai serialului, Werner Klemperer, John Banner și Leon Askin .

## Toamna 1975: Cortina cade joia
În vara anului 1975, toate cele trei rețele au decis să reducă o seară de film pe săptămână din programul lor de prim-time de toamnă. Pentru CBS, a fost o alegere de a păstra fie o antologie de joi seara, fie o antologie de vineri seara. Inițial, rețeaua a ales să păstreze ziua de joi. După cum a explicat directorul de programe CBS, Fred Silverman, „Nu există atât de multe filme bune pentru început... Preferăm să luăm acele 2 ore [vineri seara] și să facem programare de televiziune originală. Pentru că, în sfârșit, despre asta este televiziunea: crearea de material nou pentru spectatorul de acasă.” Aparent, ideea lui Silverman de a „crea materiale noi” a dus la programarea a mai multor episoade pentru două seriale vechi de crimă, Hawaii Five-O și Barnaby Jones — începând din septembrie, asta li s-a oferit spectatorilor vineri seara. Dar, reducând difuzarea filmelor cinematografice la seara sa originală de film, CBS poate să fi oferit o oarecare consolare pasionaților de film. Au existat mai puține reluări de produse vechi și mai puține rezervări pentru știri și oferte speciale de varietăți. În această privință, sezonul din toamna anului 1975 al The Thursday Night Movie a semănat cu formatul programului său inaugural din toamna lui 1965 - unul în care spectatorii erau siguri că intervalul orar de joi, între 9:00 și 23:00 (ET) va fi rezervat doar pentru filme.
Au existat încă ocazional premiere de filme produse pentru TV, cum ar fi biografia sportivă Babe (1975), cu Susan Clark în rolul sportivei Babe Didrikson. De fapt, această producție a fost inițial condamnată înainte de a începe. Anterior, când co-producătorul lui Babe, Stanley Rubin, a încercat în mod repetat să-l convingă pe văduvul/soțul lui Didrikson George Zaharias, să-i vândă drepturile exclusive asupra poveștii ei, el a refuzat categoric. După cum și-a amintit mai târziu Rubin, „el a spus că are mai multe oportunități de a vinde povestea lui Babe. Odată, a fost păcălit grav într-o afacere. Așa că, era de înțeles, să fie suspicios la orice”. Într-o sâmbătă, însă, Zaharias a cedat și l-a sunat pe Rubin, acordându-i permisiunea pentru ecranizarea poveștii, dar numai dacă îi va fi predat un cec la casierie chiar în acea după-amiază. Deoarece puține bănci erau deschise pentru afaceri în weekend, Rubin abia a reușit să ajungă la reședința lui Zaharias la timp cu cecul necesar pentru a încheia afacerea. După cum s-a dovedit, recenziile filmului Babe au fost destul de bune. Editorialista Joan Hanauer, de exemplu, a lăudat scenariul scriitoarei Joanna Lee. Ea a declarat că, deși povestea din Babe „pierde din suspans pentru că finalul este prestabilit, [ea] câștigă în intensitate deoarece Babe a fost o femeie adevărată... al cărei corp frumos funcțional nu era mai capabil să învingă cancerul la fel ca cel al surorilor sale mai slabe." A fost o reacție critică pozitivă care a făcut ca persistența lui Rubin să dea roade.
A avut loc și premiera mondială a filmului TV Fear on Trial, care a fost descris de criticul de film James Monaco drept „mea culpa a CBS pentru modul în care a contribuit la includerea pe lista neagră anticomunistă” a personalităților mass-media din anii 1950. Dar, după cum a subliniat autorul Robert Sherill, „Oricât de multă durere au provocat indivizilor, corporațiile ar putea întotdeauna să găsească o modalitate de a profita de perfidia lor din Războiul Rece”. Sherill a mai susținut că noul film CBS a făcut exact asta - luând cazul real al artistului radio persecutat John Henry Faulk (interpretat de William Devane) și dramatizând lupta sa în instanță, unde este bine reprezentat de oameni cu mare putere, printre care avocatul Louis Nizer (George C. Scott). Cu toate că filmul are un mesaj optimist, realitatea consecințelor procesului a fost cu mult diferită. Hotărârea de a i se da lui Faulk despăgubiri de 3,5 milioane de dolari americani a fost ulterior redusă considerabil la apel. După ce și-a plătit avocatul, Faulk a rămas cu doar 75.000 de dolari. Mai târziu, ca o ispășire, CBS i-a oferit lui Faulk un loc de muncă la Hee Haw (1969–1971).

Joia (1975):
1. 11.09.1975: Cahill: US Marshal (1973)
2. 18.09.1975: Soarele Roșu (1972)
3. 25.09.1975: Conrack (1974)
4. 1975-10-02: Fear on Trial (1975) (premiera TV)
5. 09.10.1975: Pat Garrett și Billy the Kid (1973)
6. 1975-10-16: They Kill Only Their Masters (1972) (reluare din 1974-1975)
7. 1975-10-23: Babe (1975) (premiera TV)
8. 1975-10-30: The French Connection (1971)
9. 06-11-1975: Domnul Majestyk (1974)
10. 13.11.1975: Rezervat de rețea[234]
11. 20.11.1975: Hannie Caulder (1972)

La mijlocul sezonului, după peste zece sezoane consecutive de difuzare joia, CBS a decis ca serile de vineri să devină singura seară de filme în prime-time desemnată pentru rețea (începând cu 5 decembrie 1975).